# Chronik des russischen Überfalls auf die Ukraine ab 2025

Regelmäßig aktualisierte Darstellung des Verlaufs der russischen Invasion in der Ukraine

Diese Chronik stellt eine Übersicht zur Chronologie des russischen Überfalls auf die Ukraine ab Anfang Januar 2025 dar.

## Januar 2025

### 1. bis 3. Januar
Bei einem neuen russischen Drohnenangriff auf die Hauptstadt Kiew brachen mehrere Brände aus, mindestens zwei Menschen seien ums Leben gekommen und sieben weitere Menschen verletzt worden. Bei einem Raketeneinschlag in Tschernihiw am 3. Januar wurden angeblich 40 Wohnhäuser zerstört oder beschädigt.
In den ersten drei Tagen des Jahres 2025 wurde die Ukraine nach Angaben von Staatspräsident Wolodymyr Selenskyj mit mehr als 20 Raketen und etwa 300 Kampfdrohnen angegriffen.

### 4. Januar
Der Flughafen Sankt Petersburg musste den Betrieb wegen ukrainischer Drohnenangriffe während mehrerer Stunden einstellen.
Wegen ukrainischer Angriffe auf die Oblast Belgorod mit laut russischen Angaben acht ATACMS-Raketen sowie 72 Drohnen drohte Staatspräsident Wladimir Putin „mit Vergeltung“.

### 5. Januar
Medien berichteten von neuen Angriffsoperationen ukrainischer Streitkräfte in der russischen Oblast Kursk, nachdem sie dort zuvor in der Defensive gewesen waren.
Der ukrainische Auslandsnachrichtendienst SSRU schätzte, dass bisher etwa 140.000 bis 180.000 Menschen aus russischen Gefängnissen zum Kriegseinsatz in der Ukraine rekrutiert wurden. Um die sinkenden Rekrutierungen von Freiwilligen zu kompensieren, wirbt das russische Militär Häftlinge für einen Kriegseinsatz an. Im Jahr 2024 begann Russland außerdem damit, auch Personen einen Armeevertrag anzubieten, die lediglich einer Straftat verdächtigt werden. Im Gegenzug würden Anklagen fallen gelassen.
Russland hat im vergangenen Jahr fast 3600 Quadratkilometer ukrainisches Gebiet erobert. Die höchsten Verluste habe es im November 2024 mit 610 Quadratkilometern gegeben. Auffällig ist, dass die Gebietsverluste nach der ukrainischen Sommeroffensive sowie der Kursk-Offensive deutlich zugenommen haben.

### 6. Januar
Das russische Verteidigungsministerium erklärte die Stadt Kurachowe in der Oblast Donezk für erobert.
Am 6. Januar sagte der Präsident von Aserbaidschan, İlham Əliyev, dass die Embraer 190 auf Flug 8243 der Azerbaijan Airlines am 25. Dezember 2024 abgeschossen worden sei, und gab „den Vertretern Russlands“ die Schuld. Die Auswertung der Flugschreiber dauerte noch an.
Eine russische Drohne griff in der ukrainischen Stadt Cherson einen zivilen Linienbus an. Dabei wurde mindestens eine Person getötet, neun weitere wurden verletzt.

### 8. Januar

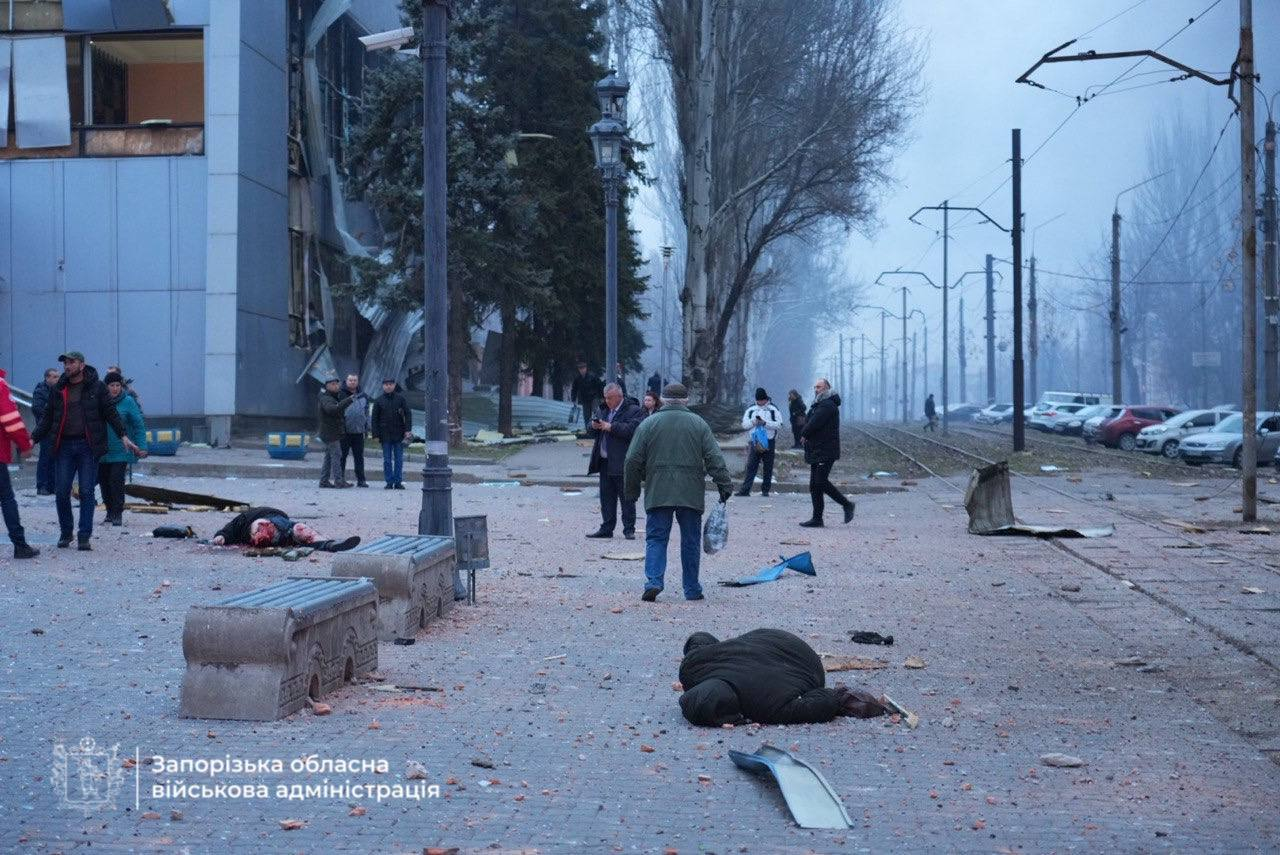
Ort des Luftangriffs in Saporischschja

Wie der Regionalgouverneur Iwan Fedorow mitteilte, wurden bei einem russischen Gleitbombenangriff auf die ukrainische Stadt Saporischschja mindestens 13 Menschen getötet. 30 Verletzte seien in Krankenhäuser der Stadt gebracht worden. Die Beobachtermission für Menschenrechte der Vereinten Nationen erklärte, dass bei dem Angriff ausschließlich Zivilisten getötet worden seien.
Nach Angaben der dortigen Regionalregierung wurden die russischen Nachbarstädte Engels und Saratow mit ukrainischen Drohnen angegriffen. Die Ukraine bestätigte einen Treffer auf ein russisches Erdöllager in Engels, das der Versorgung der russischen Luftwaffe dient, die dort mit dem Militärflugplatz Engels-2 einen der landesweit größten Militärflugplätze hat. Zwei Feuerwehrleute seien bei der Bekämpfung des Brandes ums Leben gekommen. In Engels sei nach dem Angriff der Notstand ausgerufen worden, wie der Gouverneur der Oblast Saratow, Roman Busargin, bekanntgab. Das Erdöllager brannte fünf Tage.

### 9. Januar
Beim Ramstein-Format sagte die bis zum 20. Januar amtierende, von Präsident Biden geführte US-Regierung dem ukrainischen Staat Rüstungsgüter im Wert von 500 Millionen US-Dollar zu.

### 11. Januar
Die russische Armee hat nach eigenen Angaben die Kontrolle über die Siedlung Schewtschenko in der ukrainischen Oblast Donezk übernommen.
Dem ukrainischen Präsidenten Selenskyj zufolge wurden in der russischen Oblast Kursk zwei nordkoreanische Soldaten von der ukrainischen Armee als Kriegsgefangene genommen. Sie hätten trotz Verletzungen überlebt und seien nach Kiew gebracht worden, wo der ukrainische Geheimdienst sie in Zusammenarbeit mit dem südkoreanischen Geheimdienst und koreanischen Dolmetschern verhöre. Auch die Presse werde Zugang erhalten. Er fügte seinen Posts Fotos der Gefangenen bei. Zudem zeigte ein Foto einen russischen Armeeausweis. Einer der Gefangenen sagte laut dem ukrainischen SBU, er sei Grenadier in der nordkoreanischen Armee und habe geglaubt, zum Training nach Russland geschickt zu werden und nicht, um im Krieg zu kämpfen. Erneut warf Selenskyj den russischen und nordkoreanischen Truppen vor, verwundete Nordkoreaner zu „erledigen“, damit man deren Beteiligung am Krieg gegen die Ukraine nicht nachweisen könne.

### 12. Januar
Wie der ukrainische Generalstab in Kiew mitteilte, wurde ein Luftangriff auf den Stab der russischen 2. Gardearmee in Nowohrodiwka südöstlich von Pokrowsk im Donbas durchgeführt.
Laut Novaya Gazeta Europe traf in der Nacht auf den 12. Januar eine russische Lenkbombe im ukrainisch besetzten Sudscha ein für die Unterbringung von hilflosen, alten Menschen verwendetes Internat.

### 14. Januar
Aufgrund des Vorrückens der russischen Truppen im Osten der Ukraine stellte das dortige wichtige ukrainische Kohlebergwerk Pokrowsk seinen Betrieb ein. Es ist von Bedeutung für die Produktion von Stahl für das Militär. Außerdem ist Stahl das zweitwichtigste ukrainische Exportgut.
Nach eigenen Angaben traf die Ukraine bei einem Drohnenangriff einen Industriebetrieb in Saratow sowie einen in der Stadt Engels. Nach Medienberichten wurde erneut das Treibstofflager getroffen, das in der Vorwoche nach einem Einschlag fünf Tage gebrannt hatte. Auf dem Luftwaffenstützpunkt Engels seien Lenkbomben und Raketen gelagert worden. Zudem sei eine Chemiefabrik (nach anderen Angaben ein Werk für Mikroelektronik) in Brjansk getroffen worden, und durch den Angriff seien Feuer im Chemiewerk in Alexin in der Oblast Tula sowie in der Ölraffinerie Saratowski ausgebrochen. Der ukrainische Generalstab erklärte, es habe sich um die „massivste“ nächtliche Angriffswelle gegen militärische Ziele in Russland seit Beginn des Krieges gehandelt. Russland sprach auch vom Einsatz weitreichender westlicher Waffen wie ATACMS-Raketen und Storm-Shadow-Marschflugkörpern und kündigte eine Antwort an.
Nikolai Patruschew, ein enger Vertrauter von Präsident Wladimir Putin, sagte, dass die Ukraine wie auch die Republik Moldau durch ihre „antirussische Politik“ in die Krise geraten seien. Es sei „nicht ausgeschlossen, dass die Ukraine in diesem Jahr aufhört zu existieren“, und bei der Republik Moldau sei es wahrscheinlich, „dass sie zu einem anderen Staat kommt oder überhaupt aufhört zu existieren“.

### 16. Januar
Die Ukraine bestätigte Angriffe auf ein Öllager im Westen Russlands. Mindestens drei Drohnen hätten das Ziel getroffen. Ebenso sei eine russische Produktionsanlage für Schießpulver in Tambow, einer der Hauptlieferanten für Sprengstoffe für die russische Armee, angegriffen worden. Nach russischen Angaben wurde auch ein Treibstofflager in der Oblast Woronesch durch einen ukrainischen Drohnenangriff in Brand gesetzt.
Der britische Premierminister Keir Starmer traf in Kiew ein, um eine 100-jährige Partnerschaft zur Vertiefung der Sicherheitsbeziehungen zwischen Großbritannien und der Ukraine abzuschließen. Auch die Bereiche Wissenschaft, Energie und Handel werden davon abgedeckt.
Nach Angaben des für die Rüstung zuständigen Ministers Herman Smetanin hat die Ukraine im Jahr 2024 ihre Rüstungsproduktion ausgebaut: Es seien etwa 2,5 Millionen Mörser- und Artilleriegeschosse und die gleiche Menge an Munition für Drohnen hergestellt worden.

### 17. Januar
In der südostukrainischen Industriestadt Krywyj Rih, der Heimatstadt von Präsident Selenskyj, wurden infolge eines russischen Raketenangriffs nach Behördenangaben mindestens vier Menschen getötet, weitere sieben seien verletzt worden.
In der russischen Stadt Ljudinowo in der Oblast Kaluga geriet ein Tanklager durch einen ukrainischen Drohnenangriff in Brand. Zudem meldete die Ukraine, dass das Militär am Vortag in der russischen Grenzregion Belgorod Luftverteidigungssysteme des 568. Flugabwehr-Raketenregiments angegriffen und beschädigt habe.

### 18. Januar
Laut russischem Verteidigungsministerium wurde in der Ukraine eine Produktionsstätte für Raketen mit hoher Reichweite vom Typ „Neptun“ zerstört. Es habe sich um Vergeltung für die ukrainischen Angriffe mit ATACMS-Raketen gehandelt.
Durch nächtliche russische Angriffe starben in Kiew drei Menschen, drei weitere wurden verletzt; in Saporischschja gab es zehn Verletzte.

### 20. Januar
Ein Öldepot beim russischen Liski wurde zum zweiten Mal nach dem 15. Januar getroffen.

### 21. Januar
Der Präsident der Vereinigten Staaten Donald Trump sagte, dass er bald mit dem russischen Präsidenten Wladimir Putin reden wolle. Die ukrainische Regierung sei bereit für ein Friedensabkommen. Trump sah große Schwierigkeiten für Russland voraus mit Wirtschaft und Inflation. Wenn sich Putin nicht darauf einließe, dann würde dieser sein Land zerstören.
Die ukrainische Armee teilte mit, die Infrastruktur eines Flugzeugwerks in der Oblast Smolensk angegriffen zu haben. In der Fabrik würden Kampfjets vom Typ Su-25 modernisiert. Laut dem von der russischen Regierung unabhängigen Internetportal Astra brach ein Feuer in dem Werk aus. Der Gouverneur der Oblast Smolensk, Wassili Anochin, erwähnte den Angriff in seiner Schadensmeldung nicht.
Aus Moskau wurde gemeldet, dass die russische Armee im Osten der Ukraine die Ortschaft Wowkowe in der Oblast Donezk eingenommen habe.

### 24. Januar
Der Nachrichtensender AnewZ aus Aserbaidschan meldete laut Euronews vom 24. Januar 2025, dass das die Embraer 190 auf Flug 8243 der Azerbaijan Airlines am 25. Dezember 2024 beschädigende Panzir-S1-System und dessen Offiziere identifiziert worden seien. Diplomatische Quellen in Aserbaidschan erklärten gegenüber AnewZ, dass die aserbaidschanische Regierung nicht zulassen werde, dass der Fall „vertuscht“ werde, und dass es weiterhin entschlossen sei, von Russland Rechenschaft für den Abschuss zu verlangen.
Nach eigener Darstellung erzielten russische Truppen bei Kämpfen um die Stadt Welyka Nowosilka am Rande des Donbas einen entscheidenden Durchbruch; es sei gelungen, die ukrainischen Verteidigungslinien zu durchbrechen und einen Teil der ukrainischen Verbände abzuschneiden.
In der Nacht schoss die Ukraine eine Ölraffinerie in Rjasan etwa 200 Kilometer südöstlich von Moskau in Brand. Auch ein benachbartes Heizkraftwerk wurde laut Medienberichten getroffen, nach ukrainischen Angaben zudem das Kremnij-Werk in Brjansk, das laut ukrainischen Stellen Mikroelektronik für russische Waffen herstellt.

### 29. Januar
Bei einem russischen Angriff wurde in Saporischschja die von 2000 bis 2002 errichtete Sankt-Andreas-Kathedrale teilweise zerstört. Teile der Decke stürzten ein.
Das ukrainische Militär meldete einen Drohnenangriff auf eine russische Ölraffinerie in Kstowo in der Oblast Nischni Nowgorod. Dabei sei in der Anlage ein großes Feuer ausgebrochen. Zudem wurde in der Nacht vom 29. zum 30. Januar auch eine Pumpstation der Druschba-Pipeline in der Oblast Brjansk getroffen und geriet in Brand.

### 31. Januar
Nach Angaben der New York Times meldete auch ein Sprecher der ukrainischen Spezialeinheiten, dass nordkoreanische Soldaten anscheinend vorläufig von der Front in der südwestrussischen Oblast Kursk – zumindest in den Abschnitten, in denen die ukrainischen Spezialeinheiten operieren – abgezogen worden seien; dies hänge wohl mit den hohen nordkoreanischen Verlusten zusammen.

## Februar 2025

### 1. Februar
Laut der ukrainischen Armee wurde in Sudscha in dem von der Ukraine kontrollierten Teil der russischen Oblast Kursk ein als Vertriebenenunterkunft genutztes Schulgebäude, in dem vor allem ältere Menschen untergebracht waren, von Russland mit einer Gleitbombe angegriffen. Dabei seien vier Menschen getötet und vier schwer verletzt worden.

### 2. Februar
Nach ukrainischen Angaben wurden bei einem Angriff auf die ukrainische Hafenstadt Odessa 15 UNESCO-Weltkulturerbestätten im historischen Zentrum beschädigt, darunter das Hotel Bristol (stark zerstört), die Philharmonie (von der UNESCO im September 2023 angesichts des Kriegs unter verstärkten Schutz gestellt) und das Museum für westliche und orientalische Kunst. Die UNESCO verurteilte den Angriff.
Russische Luftangriffe töteten in der ukrainischen Stadt Poltawa 14 Menschen und verletzten 17. In Sumy wurden zwei Menschen getötet, in Charkiw bei einem russischen Drohnenangriff einer.
Ein vermutlich von einer russischen Drohne durch das offene Dach eines Minibusses abgeworfener Sprengsatz verletzte in der südukrainischen Hafenstadt Cherson fünf Menschen. Ein Mann wurde ebenfalls in Cherson schwer verletzt, als eine Drohne ein mehrstöckiges Wohnhaus traf.

### 3. Februar
Einer Datenauswertung der Nachrichtenagentur AFP, basierend auf Daten des US-amerikanischen Institute for the Study of War, zufolge eroberte Russland im Januar 2025 430 Quadratkilometer Territorium, 80 Prozent davon in der Oblast Donezk. Im Januar 2023 hatte Russland nur 285 Quadratkilometer erobert und im Januar 2024 nur 146. Russland verzeichnete im Januar 2025 geringere Gebietsgewinne als in den beiden Vormonaten.
Der Beobachtungsstelle des UNO-Hochkommissars für Menschenrechte zufolge gab es in den vergangenen Monaten einen alarmierenden Anstieg von Ermordungen ukrainischer Soldaten in russischer Gefangenschaft.
Eine wichtige russische Ölraffinerie in Wolgograd wurde zum zweiten Mal innerhalb weniger Tage von einem ukrainischen Drohnenangriff getroffen. Russische Telegramkanäle berichteten überdies von einem Brand in einer gasverarbeitenden Fabrik bei Astrachan am Kaspischen Meer. Laut regionalen Behörden GRIFFEN ukrainische Drohnen Anlagen der dortigen Energieindustrie an.

### 4. Februar
Analytiker des Deepstate-Projekts berichteten, es sei der Ukraine gelungen, Stellungen in der Nähe von Nadijiwka in der Oblast Donezk zurückzuerobern. Der Ort liegt 20 Kilometer südwestlich der umkämpften ukrainischen Stadt Pokrowsk.
Ein russischer Drohnenangriff auf die Stadt Cherson verletzte vier Menschen.
Mit einer Drohne soll die Ukraine eine Ölraffinerie in Nowominskaja in der russischen Region Krasnodar getroffen und einen Brand verursacht haben.
Dem ukrainischen Präsidenten Selenskyj zufolge starben bis dato 45.100 ukrainische Soldaten und 390.000 Armeeangehörige wurden verwundet. Rund 350.000 russische Soldaten seien gefallen und 600.000 bis 700.000 verletzt worden. Die russische Feldmedizin sei schwächer sei als die ukrainische. Die Russen brächten ihre Verwundeten nicht zurück, sondern ließen sie auf dem Schlachtfeld.
Kyrylo Budanow, Chef des ukrainischen Militärgeheimdienstes HUR, dementierte Berichte, wonach nordkoreanische Soldaten wochenlang nicht mehr an der Front gesehen worden seien. Er bestätigte, dass die Zahl der nordkoreanischen Soldaten zurückgegangen sei.

### 5. Februar
In Druschkiwka starben bei einem russischen Angriff auf ein Wohnhaus zwei Menschen.

### 7. Februar
Das russische Verteidigungsministerium meldete die Einnahme der strategisch wichtigen Bergbaustadt Torezk in der Ostukraine. Ukrainische Stellen bestätigten das nicht.

### 8. Februar
In der von Russland annektierten ostukrainischen Stadt Makijiwka wurde nach Angaben der Besatzungsbehörden durch ukrainischen Beschuss eine Frau getötet, zehn Menschen seien verletzt worden.

### 9. Februar
Russischen Truppen gelang nach eigenen Angaben die Einnahme der ostukrainischen Ortschaft Orichowo-Wassyliwka in der Oblast Donezk. Eine russische 500-kg-Bombe tötete in Kramatorsk einen Menschen und verletzte weitere. Am 8. und 9. Februar hatte Russland insgesamt 290 Shahed-Drohnen gegen die Ukraine gestartet.
Nordkoreas Staats- und Parteichef Kim Jong Un äußerte, dass sein Land und die Armee „die gerechte Sache der russischen Armee und des russischen Volkes zur Verteidigung ihrer Souveränität, Sicherheit und territorialen Integrität stets unterstützen und ermutigen“ würden, wie es im Vertrag über die strategische Partnerschaft zwischen beiden Ländern vereinbart sei.

### 10. Februar
Der stellvertretende russische Außenminister Sergei Rjabkow teilte mit, man sei bereit, mit den USA „auf Augenhöhe“ einen Dialog über ein mögliches Kriegsende zu führen. Ultimaten an Russland lehnte er ab. Für ein Kriegsende müssten alle Bedingungen von Präsident Putin erfüllt werden.
Russische Angriffe töteten in der Stadt Kramatorsk und in Beryslaw zwei Menschen. In Kramatorsk wurden neun Menschen verletzt, nachdem eine Bombe des Typs FAB-500 ein voll belegtes Wohnhaus getroffen hatte.

### 11. Februar
Laut einer UN-Beobachtungsmission waren Kurzstreckendrohnen im Januar die häufigste Todesursache unter ukrainischen Zivilisten. In diesem Januar seien mindestens 139 Zivilisten (27 Prozent davon durch Kurzstreckendrohnen) getötet und 738 (30 Prozent davon durch Kurzstreckendrohnen) verletzt worden. Der UN zufolge wurden bisher im Krieg fast 12.500 Zivilisten getötet, darunter 650 Kinder.
Nach neuen russischen Angriffen auf die Energieinfrastruktur wurde die Stromversorgung in der Ukraine eingeschränkt. Ein Angriff mit mehreren Gleitbomben in der ukrainischen Oblast Saporischschja tätetze einen Mann.
Nach eigenen Berichten nahm das russische Militär das Dorf Jassenowe in der Südostukraine ein.
Die Erdölraffinerie in Saratow an der Wolga wurde von der Ukraine angegriffen und verursachte einen Brand.

### 12. Februar
In der russischen Grenzregion Belgorod wurde nach Behördenangaben eine Frau bei einem ukrainischen Angriff in ihrem Auto getötet. Bei einem russischen Raketenangriff auf Kiew starb ein Mensch.
Der Sprecher des russischen Präsidenten teilte mit, dass Russland „niemals“, wie vom ukrainischen Präsidenten Selenskyj vorgeschlagen, über einen Tausch der von Russland gehaltenen ukrainischen Gebiete gegen die von der Ukraine gehaltenen Gebiete in der westrussischen Oblast Kursk diskutieren werde. Die ukrainischen Truppen würden aus Kursk vertrieben werden.

### 14. Februar

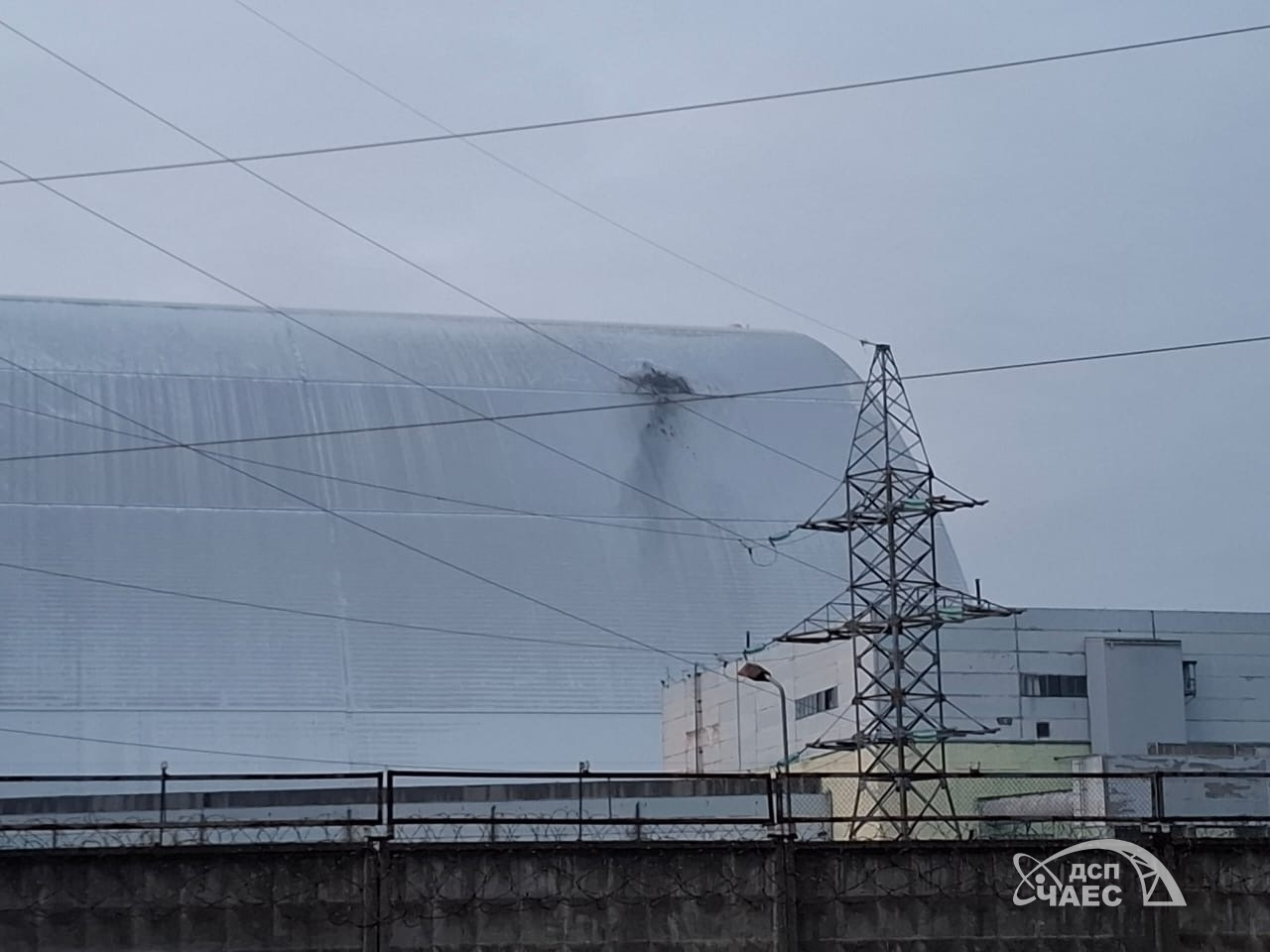
Beschädigte Schutzhülle

An der Schutzhülle über dem 1986 zerstörten Block des Kernkraftwerkes Tschernobyl kam es am 14. Februar 2025 nach Angaben der IAEA zu einer Explosion. Die Ursache dafür war nach Angaben des ukrainischen Präsidenten Selenskyj ein russischer Drohnenangriff. Die Drohne habe die Ummantelung des zerstörten Kraftwerksblocks getroffen und ein Feuer ausgelöst, das jedoch gelöscht werden konnte. Auf Fotos der betroffenen Stelle ist ein Loch in der Schutzhülle zu sehen. Die Schutzhülle wurde laut Selenskyj bei dem Einschlag erheblich beschädigt. Die Strahlenbelastung habe Stand Freitagmorgen, 14. Februar, jedoch nicht zugenommen.

### 16. Februar
Erneut kam es zu schweren Kämpfen in der westrussischen Oblast Kursk. Der Generalstab in Kiew berichtete von starken russischen Angriffen mit Artillerieunterstützung. Wenige Tage zuvor hatten ukrainische Truppen dort bei überraschenden Vorstößen neue Geländegewinne erzielt.
In der südwestukrainischen Stadt Mykolajiw wurde nach Behördenangaben bei einem russischen Angriff ein Heizkraftwerk zerstört. Mindestens hunderttausend Menschen seien bei Temperaturen unter dem Gefrierpunkt ohne Heizung.
Die ukrainische Armee eroberte nach eigenen Angaben das Dorf Pischtschane nahe der umkämpften Stadt Pokrowsk zurück. In Pischtschane befindet sich eine strategisch wichtige Kohlemine. Die russische Armee hatte das Dorf mehr als einen Monat zuvor erobert. Laut einem Sprecher der ukrainischen Armee wurden die russischen Truppen auch aus anderen Dörfern in der Umgebung zurückgedrängt.

### 17. Februar
In einem Interview mit NBC News sprach der ukrainische Präsident Wolodymyr Selenskyj von 45.100 getöteten und 390.000 verwundeten ukrainischen Soldaten. Zudem würden noch Zehntausende vermisst, die sich entweder in Kriegsgefangenschaft befänden oder ebenfalls gefallen seien.
Ein Drohnenangriff der ukrainischen Luftwaffe beschädigte eine Pumpstation, Energieanlagen, eine Gasturbineneinheit und ein Umspannwerk des Caspian Pipeline Consortiums (CPC) in Kropotkin. Der Durchfluss durch das CPC wurde um 30–40 % reduziert.

### 18. Februar
In Riad trafen sich mit Marco Rubio und Sergei Lawrow die Außenminister der Vereinigten Staaten und Russlands zu Gesprächen über ein Ende des Russland-Ukraine-Kriegs. Die ukrainische Regierung war zu dem Treffen nicht eingeladen. Es war das erste ranghohe Treffen der beiden Länder seit Februar 2022, dem Beginn des russischen Überfalls auf die Ukraine. Bei dem Treffen vereinbarten beide Regierungen sowohl weitere Verhandlungen zur Beendigung des Kriegs zu führen, als auch die reguläre Wiederbesetzung ihrer jeweiligen Botschaften.

### 20. Februar
Der US-Präsident Donald Trump übernahm nach den ersten Gesprächen mit Russland die Haltung von Russland und bezeichnete den gewählten ukrainischen Präsidenten Wolodymyr Selenskyj als „Diktator ohne Wahlen“, gab der Ukraine die Schuld daran, dass sie von Russland überfallen wurde, schloss bereits vor Beginn der direkten Gespräche mit dem russischen Präsidenten Wladimir Putin die Mitgliedschaft der Ukraine in der NATO aus. Der ukrainische Präsident Wolodymyr Selenskyj soll außerdem die russische Hoheit über das bis dahin besetzte ukrainische Gebiet anerkennen, was einer ukrainischen Kapitulation gleichkommen würde. Der Vorsitzende des Auswärtigen Ausschusses des Deutschen Bundestages Michael Roth drückte dazu seine Verwunderung aus, dass russische Propaganda im Weißen Haus angekommen sei. Dennoch sei er der Auffassung, dass Europa einen Deal mit Trump eingehen müsse.
Weder die Ukraine noch die anderen Länder Europas wurden an den Verhandlungen zwischen den USA und Russland beteiligt. Zudem warf Trump Selenskyj vor, keinen Rückhalt in der Bevölkerung zu haben, was aktuellen Umfragen widerspricht. Selenskyj war bemüht, die Beziehungen zu der US-amerikanischen Regierung möglichst intakt zu halten, und widersprach den Anschuldigungen des US-Präsidenten, dass die ukrainische Führung den Krieg begonnen habe und verantwortlich sei für das lange Andauern des Krieges. Die Aussagen von Trump wurden sowohl von Politikern der Demokratischen Partei wie Chuck Schumer als auch von solchen der Republikanischen Partei wie Don Bacon kritisiert. Europäische Politiker wie der französische Präsident Emmanuel Macron sagten der angegriffenen Ukraine dagegen weitere Unterstützung zu.
Elon Musk kündigte an, auf seinem sozialen Netzwerk X gegen Kritik an Donald Trumps Ukrainekurs vorzugehen. Musk warf Regierungen und Medien am 20. Februar 2025 vor, eine Funktion auf X, mit dem man Einträge mit Kommentaren zu möglicherweise enthaltenen Falschinformationen versehen kann, zu missbrauchen.

### 21. Februar
Der ukrainische Militärgeheimdienst erwartet, dass Russland am 24. Februar 2025, dem dritten Jahrestag des Beginns des Krieges von Russland gegen die Ukraine, den „Sieg gegen die Ukraine und die NATO“ verkünden will. Russische Propagandisten sollen diese Erzählung in die Welt tragen. Ziel ist es, in der Ukraine Verzweiflung zu erzeugen und das Narrativ zu verbreiten, dass die Ukraine vom Westen und den USA verraten worden sei.

### 22. Februar
Die USA wollen in der Generalversammlung der Vereinten Nationen einen eigenen Entwurf für eine UNO-Resolution vorlegen. US-Außenminister Marco Rubio warb vorab bei den Mitgliedsstaaten um Unterstützung des Textes. Dieser nennt Russland nicht ausdrücklich als Aggressor und fordert keinen Rückzug russischer Truppen von dem ukrainischen Staatsgebiet. Anders als bei vorherigen Entwürfen enthält dieser Entwurf keine Kritik an dem russischen Krieg gegen die Ukraine mehr. Der Inhalt wurde von dem russischen UNO-Botschafter Wassili Nebensja als „guter Schritt“ gelobt. Westliche Diplomatinnen und Diplomaten zeigten sich dagegen tief besorgt.

### 23. Februar
Der Chef des ukrainischen Militärnachrichtendienstes HUR, Kyrylo Budanow, erklärte, dass Nordkorea etwa die Hälfte des russischen Munitionsbedarfs an der Front zur Verfügung stelle und damit begonnen habe, in großem Umfang 170-mm-Panzerhaubitzen und 240-mm-Mehrfachraketenstartsysteme an Russland zu liefern.

### 24. Februar
Die beiden russischen Internet-Zeitungen Meduza und Mediazona konnten insgesamt ca. 165.000 gefallene russische Soldaten identifizieren.

### 26. Februar
Bei einem russischen Drohnenangriff auf die Oblast Kiew wurden nach Behördenangaben zwei Personen getötet, darunter laut der ukrainischen Nachrichtenagentur die Journalistin Tetjana Kulyk, mindestens vier weitere seien verletzt worden. Durch russischen Beschuss mit drei präzisionsgelenkten Gleitbomben wurden in der Stadt Kostjantyniwka in der ostukrainischen Oblast Donezk fünf Menschen getötet und acht verletzt.
Nach eigenen Angaben eroberten russische Streitkräfte zwei Orte in der russischen Oblast Kursk zurück. Es handele sich um die Dörfer Pogrebki und Orlowka.
Nach Mitteilung russischer Behörden griff die Ukraine den Schwarzmeerhafen Tuapse mit Drohnen an. Drei Wohnhäuser seien beschädigt worden. Die Raffinerieanlagen in Tuapse waren in der Vergangenheit wiederholt Ziele ukrainischer Angriffe.
Laut der ukrainischen Armee war eine Gegenoffensive nahe der im Fokus der russischen Truppen stehenden Stadt Pokrowsk erfolgreich. Fallschirmjäger hätten die Ortschaft Kotlyne eingenommen, die seit Ende Januar unter russischer Kontrolle gestanden habe. Russland bestätigte die Rückeroberung nicht.

### 28. Februar

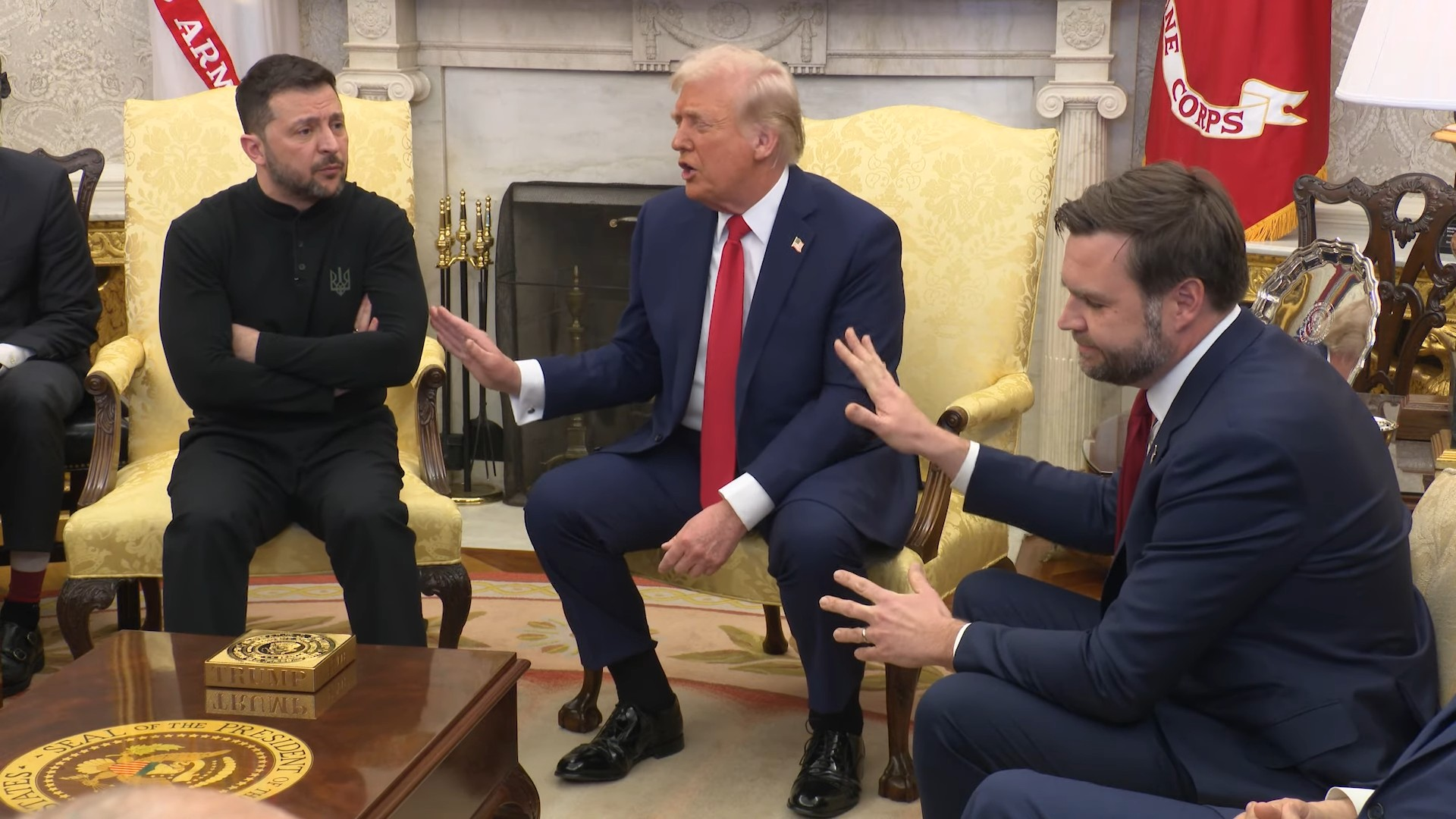
Selenskyj, Trump und Vance im Weißen Haus, 28. Februar 2025

Der Besuch des ukrainischen Staatspräsidenten Wolodymyr Selenskyj bei US-Präsident Donald Trump endete vorzeitig im Streit. Die geplante Rohstoffpartnerschaft zwischen beiden Ländern wurde nicht unterzeichnet.

## März 2025

### 2. März
Der spanische Regierungschef Pedro Sánchez erteilte im Zusammenhang mit dem Eklat bei dem Treffen von Trump und Selenskyj am 28. Februar 2025 einer möglichen Unterwerfung Europas unter US-Präsident Donald Trump oder den russischen Präsidenten Wladimir Putin eine klare Absage.

### 3. März
US-Präsident Trump ordnete einen vorläufigen Stopp US-amerikanischer Militärhilfen für die Ukraine an. Eine Reaktion auf den drohenden Ausfall der Vereinigten Staaten als Bündnispartner ist der Vorschlag eines 800-Milliarden-Euro-Plans zur europäischen Aufrüstung durch die EU-Kommissionspräsidentin Ursula von der Leyen.
US-Vizepräsident J. D. Vance beantwortete Forderungen nach US-amerikanischen Sicherheitsgarantien für die Ukraine mit der Aussage: „Wenn man echte Sicherheitsgarantien will, wenn man wirklich sicherstellen will, dass Wladimir Putin nicht wieder in die Ukraine einmarschiert, dann ist die beste Sicherheitsgarantie, den Amerikanern wirtschaftliche Vorteile in der Zukunft der Ukraine zu verschaffen.“
Michail Uljanow (russischer Gesandter beim Büro der Vereinten Nationen in Wien) zufolge lehnt Russland die Idee einer Entsendung europäischer Friedenstruppen in die Ukraine ab; die Europäische Union sei „nicht unparteiisch, und Friedenstruppen müssen unparteiisch sein.“

### 4. März
Nach Angaben ukrainischer Behörden wurden vier Menschen bei einem russischen Drohnenangriff auf Odessa verletzt. Zudem sei auch Energieinfrastruktur beschädigt worden.
Russischen Angaben zufolge hat die Ukraine Erdölanlagen rund um die Stadt Tschertkowo in der Oblast Rostow mit Drohnen angegriffen. Das ukrainische Militär meldete, nach einem Angriff auf eine russische Ölraffinerie in Nowoschachtinsk stehe die Anlage in Flammen. Russische Quellen gaben an, der Angriff sei abgewehrt worden.

### 6. März
Vertreter der US-Regierung führten Gespräche mit den abgewählten ukrainischen Politikern Julija Tymoschenko und Petro Poroschenko über die Durchführung von Präsidentschaftswahlen in der Ukraine. Der US-Sondergesandte Keith Kellogg verglich die Einstellung der Belieferung der Ukraine mit Aufklärungsinformationen damit, einem Maultier mit einem Kantholz auf die Nase zu schlagen.
Die US-Regierung unter Donald Trump hat die Zahlungen der Entwicklungshilfebehörde USAID eingefroren. Aus einer internen Analyse des deutschen Bundesentwicklungsministeriums (BMZ) geht hervor, dass der dauerhafte Rückzug der USA aus der Entwicklungshilfe die Ukraine besonders hart treffen würde. Im Jahr 2023 habe die Ukraine 16,6 Milliarden Dollar von USAID bekommen, mehr als jedes andere Land. Die dauerhafte Beendigung dieser Zahlungen hätte in der Ukraine massive Auswirkungen auf die Stromversorgung, Wärmeversorgung, die Unterstützung von Schulen, Krankenhäusern und auf die Versorgung von Geflüchteten im Land.

### 7. März
Am 7. März war nicht klar, wie die Vereinigten Staaten weiter vorgehen werden, da Präsident Donald Trump Allianzen in Frage stellt und gegen seine Bündnispartner gerichtete Politik betreibt. Trump konnte keine Erläuterung geben, ob das Rohstoffabkommen mit der Ukraine doch noch unterschrieben wird, ob die Ukraine wieder Geheimdienstinformationen aus den USA erhalten wird oder was aus seiner Sicht Russland zu einem Friedensabkommen bewegen könnte. Der US-Sondergesandte für die Ukraine Keith Kellogg argumentierte, dass es zwingend erforderlich sei, dass die Vereinigten Staaten ihre wirtschaftlichen Interessen in der Ukraine verfolgen könnten. Eine andere Art von Sicherheitsgarantie hielt er nicht für möglich. Der US-amerikanische Politiker der Demokratischen Partei Rahm Emanuel wies darauf hin, dass die Vereinigten Staaten anderen Ländern vorschreiben wollten, wie sie zu handeln haben. Es gebe einen Wechsel von einer prinzipientreuen zu einer räuberischen Außenpolitik.

### 8. März
Die Vereinigten Staaten sperrten der Ukraine den Zugang zu Bildaufnahmen von Erdbeobachtungssatelliten von Maxar Technologies. Dies ermöglichte Russland, seine Angriffe auf die Ukraine Tag und Nacht im ganzen Land auszuweiten. Damit nutzte Russland den Vorteil, der den Angreifern dadurch und durch die Aussetzung der Militärhilfe durch die US-amerikanische Regierung entstanden ist.
Die EU-Außenbeauftragte Kaja Kallas bezeichnete die letzten Angriffe auf die Ukraine mit mehr als 14 Toten als Beleg für die mangelnde Verhandlungsbereitschaft des russischen Präsidenten Wladimir Putin. Der polnische Ministerpräsident Donald Tusk kommentierte das mit den Worten „Das passiert, wenn man Appeasement gegenüber Barbaren betreibt“ und ergänzte: „Mehr Bomben, mehr Angriffe, mehr Opfer.“ Tusks Beitrag wird von Kommentatoren als Kritik an US-Präsident Donald Trump gelesen, der Verständnis für den Angriffskrieg zeigte und auf Russland zugegangen war.
Der Präsident des deutschen Bundesnachrichtendienstes, Bruno Kahl, rechnete damit, dass Russland die Einheit des Westens auf die Probe stellen will, insbesondere mit Blick auf den NATO-Beistandsartikel 5. Wann Russland den Beistandsartikel austesten könnte, hängt nach seinen Worten auch vom Verlauf des Ukraine-Krieges ab. Wenn dieser früher zum Stillstand komme als 2029 oder 2030, sei Russland auch früher in der Lage, mit seinen technischen, materiellen und personellen Mitteln eine Drohkulisse gegen Europa aufzubauen.

### 9. März
Elon Musk betonte die Bedeutung des von seinem Raumfahrtunternehmen SpaceX betriebenen Satellitennetzwerkes Starlink. Er sagte, wenn er es abschalten würde, würde die gesamte Front in der Ukraine zusammenbrechen. Starlink bilde das Rückgrat der ukrainischen Streitkräfte. Er hätte das „Schlachten“ in einem Patt satt. Die Ukraine würde am Ende ohnehin verlieren. Daher sei es nötig, sofort Frieden zu schließen.

### 10. März
In der russischen Oblast Kursk wurden die ukrainischen Truppen in den vergangenen Tagen immer weiter zurückgedrängt. Die russischen Truppen versuchten, die Versorgungslinien der Ukraine abzuschneiden. Bei den russischen Angriffen hätten russische Truppen auch die Gaspipeline, die noch bis Anfang 2025 Gas nach Europa lieferte, für ihren Vorteil genutzt. Die Rohre haben einen Durchmesser von 1,40 Metern. Laut russischen Angaben konnten so ukrainische Stellungen umgangen werden.

### 11. März
Die Ukraine erklärte ihre Bereitschaft zu einer 30-tägigen Waffenruhe. Die USA würden Russland mitteilen, dass die gleichzeitige russische Bereitschaft der Schlüssel zum Frieden sei.
Ukrainische Behörden meldeten russische Angriffe in der Ostukraine. Sechs Menschen, darunter zwei Kinder, seien dabei getötet worden.
Russland meldete einen massiven ukrainischen Drohnenangriff auf Einrichtungen in der Hauptstadt Moskau, der gleichnamigen Oblast Moskau und acht weiteren russischen Regionen. Das russische Verteidigungsministerium sprach von drei Toten, zudem seien sechs russische Flughäfen zeitweise gesperrt worden.

### 12. März
Der Sprecher Putins teilte mit, man werde die vorgeschlagene Waffenruhe-Vereinbarung vom 11. März prüfen. Der stellvertretende Vorsitzende des russischen Föderationsrats Konstantin Kosatschew meinte, dass Russland amerikanischen Bedingungen nicht zustimmen würde, da Russland auf dem Vormarsch sei. „Alle Vereinbarungen müssen zu unseren Bedingungen erfolgen, nicht zu amerikanischen.“
Das Conflict Intelligence Team berichtete von einem systematischen ukrainischen Rückzug aus der russischen Kleinstadt Sudscha. Dank dem kampflosen Rückzug blieben die meisten Gebäude unbeschädigt.

### 13. März
Russlands Präsident Putin zögerte, der von US-Außenminister Marco Rubio geforderten bedingungslosen Waffenruhe zuzustimmen, und stellte Bedingungen. Donald Trump nannte, anders als viele westliche Politiker, Putins Erklärung „vielversprechend“ und erklärte, es seien viele Details bereits besprochen. Sollte Putin nicht zustimmen, wäre dies „ein sehr enttäuschender Moment für die Welt“.
Russische Staatsmedien verbreiteten Filmaufnahmen, bei denen Wladimir Putin zusammen mit dem Generalstabschef Waleri Gerassimow angeblich einen Gefechtsstand in der russischen Oblast Kursk besuchte, dabei trug Putin eine Tarnuniform.

### 14. März
Die ukrainische Armee erlitt schwerwiegende Verluste in der russischen Oblast Kursk, wo bei einer Offensive im August 2024 Gebiete von der ukrainischen Armee besetzt worden waren. Ein wesentlicher Faktor war die eingestellte Zurverfügungstellung von Aufklärungsdaten sowie von Bildaufnahmen der Erdbeobachtungssatelliten von Maxar Technologies durch die USA. Die Kommunikation der ukrainischen Streitkräfte, ihr Lagebild vom Gefechtsfeld und sogar das Funktionieren ihrer weitreichenden Artillerie waren von der US-Unterstützung abhängig. Die russischen Truppen nutzten diese Gelegenheit aus und verstärkten ihre Angriffe. Deswegen drohten ukrainische Truppen eingekesselt zu werden. Darüber hinaus versuchten russische Einheiten, die ukrainischen Stellungen durch eine große, nicht mer in Betrieb befindliche Gaspipeline zu infiltrieren. Zuerst brach der nördliche Abschnitt der Front zusammen, danach auch die Flanken. Russische Artillerie- und Drohnenangriffe fügten den ukrainischen Streitkräften in Kursk schwere menschliche und materielle Verluste zu.
Nach Meinung des ZDF-Korrespondenten in Moskau, Armin Coerper, war das Verhalten von Putin bezüglich einer Waffenruhe ein Spiel auf Zeit. Fraglich bleibe, wie viel Geduld Trump für diese russische Verzögerungstaktik aufbringe. Putin stimmte zwar formal einer Waffenruhe zu, knüpfte sie jedoch an Bedingungen, die sehr unkonkret waren. Er legte sich dabei nicht eindeutig fest, wie diese Bedingungen zu erfüllen seien. Solange sich in der Oblast Kursk aber noch ukrainische Soldaten (Putin: „Terroristen“) befänden, könne es keinen Waffenstillstand geben. Außerdem würde Putin diesen nur mit Trump verhandeln wollen; Gespräche mit dem ukrainischen Präsidenten Wolodymyr Selenskyj erwähnte er überhaupt nicht. Unterdessen sei nach Coerpers Einschätzung der Grund für den Krieg gegen ein slawisches Brudervolk in Teilen der russischen Bevölkerung nicht nachvollziehbar; eine Mehrheit der Russen wolle ein Ende dieses Krieges.
Der Gouverneur der russischen Region Krasnodar am Schwarzen Meer teilte mit, dass die Ukraine erneut eine Raffinerie in Tuapse, die Rohbenzin, Heiz- und Vakuumgasöl sowie Diesel produziert, angegriffen habe. Der ukrainische Inlandsgeheimdienst SBU meldete zudem, dass bei ukrainischen Drohnenangriffen zwei Gasverdichtungsanlagen in den westrussischen Regionen Tambow und Saratow sowie ein „Raketenlager für die Systeme S-300 und S-400“ in der russischen Grenzregion Belgorod getroffen worden seien.

### 15. März
Nach dem ukrainischen Generalstab wies auch der ukrainische Präsident Selenskyj Berichte über eine Einkesselung ukrainischer Truppen in der russischen Oblast Kursk zurück. Die Operation gehe in bestimmten Gebieten weiter.
Selenskyj schrieb zudem auf seinem Telegramkanal, die ukrainische Armee habe die weiterentwickelte Anti-Schiffsrakete Neptun erfolgreich eingesetzt. Es sei eine „neue ukrainische Rakete“, deren Reichweite eintausend Kilometer betrage. Das Nachrichtenportal „Ukrajiinska Prawda“ berichtete, bei dem erwähnten Schlag könnte es sich um den Treffer auf die russische Raffinerie in Tuapse am Schwarzen Meer vom Vortag gehandelt haben.

### 16. März
Angesichts Hunderter Luftschläge gegen ukrainische Städte warf der ukrainische Präsident Selenskyj Putin vor, kein Interesse an einem Kriegsende zu haben. Binnen einer Woche habe es Angriffe mit mehr als 1000 Drohnen und 1300 Gleitbomben gegeben.

### 17. März
US-Präsident Trump kündigte an, am 18. März mit dem russischen Präsidenten Putin zu telefonieren. Auf die Frage, welche Zugeständnisse von welcher Kriegspartei erforderlich wären, antwortete Trump, bei dieser Diskussion drehe es sich vorrangig um Gebietsansprüche und Kraftwerke. Putin forderte unterdessen, dass die Ukraine das eigene Militär während einer solchen Waffenruhe nicht wieder aufstocken dürfe. Die EU-Außenbeauftragte Kaja Kallas war der Ansicht, dass Russland nicht an einem Frieden interessiert sei, da alle Kriegsziele als Bedingungen für einen Frieden formuliert würden. Die nach Putin zu klärenden offenen Fragen stellen das Vorhaben einer Waffenruhe, die Verhandlungen über einen langfristigen Frieden den Weg ebnen soll, erheblich infrage. Er forderte Garantien für Russland, die bedeuten, dass die Ukraine faktisch demilitarisiert wird, ihre Armee drastisch verkleinert wird und dass das Land auf eine Mitgliedschaft in der NATO verzichtet. Während einer Waffenruhe gäbe es jedoch keine Beschränkungen dieser Art für Russland. Russland lehnt nach Aussage der Sprecherin des Außenministeriums Maria Sacharowa ab, dass europäische Soldaten entlang einer Demarkationslinie zur Sicherung der Waffenruhe stationiert werden könnten. Putin verlangte die Kapitulation der ukrainischen Einheiten in der Oblast Kursk. Russland beabsichtigte weiterhin, die Ukraine zu einem russischen Vasallenstaat zu machen, indem ein russlandfreundliches Regime in Kiew installiert werden soll.
Das ukrainische Militär hielt nach eigenen Angaben auch nach dem Rückzug aus der Kleinstadt Sudscha weiterhin Positionen in der westrussischen Oblast Kursk; derzeit seien keine ukrainischen Einheiten dort eingekesselt. In der Nacht griff die Ukraine Energieanlagen und andere Objekte in der Oblast Astrachan am Kaspischen Meer mit Drohnen an. Nach eigenen Angaben hat die Ukraine eine Kampfdrohne mit einer Reichweite von 3000 Kilometern getestet. Der ukrainische Präsident Selenskyj sagte zudem, bei einer Sitzung der Militärführung sei ihm auch Bericht über den Einsatz der Rakete „Langer Neptun“ erstattet worden.

### 18. März
Der Befehlshaber der Streitkräfte der Ukraine Syrskyj betonte, dass man sich nicht aus der russischen Oblast Kursk zurückziehen würde; man werde dort die Stellung „so lange halten, wie es sinnvoll und notwendig sei“.
Russlands Präsident Putin erklärte sich in einem Telefonat mit US-Präsident Trump bereit, alle Angriffe auf die ukrainische Energieinfrastruktur für 30 Tage einzustellen, und stimmte weiteren Gefangenenaustauschen zu. Die russische Regierung teilte danach mit, dass unabdingbar sei, dass die westlichen Länder Lieferungen von Waffen und Geheimdienstinformationen einstellten. Laut Trump war nicht über die Hilfe an die Ukraine gesprochen worden. Trump wiederholte, dass Russland aktuell im Vorteil sei und Tausende ukrainischer Soldaten eingekreist habe. Diese Aussage bezeichnete der ukrainische Verteidigungsminister Umjerow als falsch. Kritiker warnten, dass Putin die USA nur hinhalte und auf Zeit spiele. Dem amerikanisch-ukrainischen Vorschlag einer 30-tägigen Waffenruhe ohne Vorbedingungen hatte Putin eine klare Absage erteilt. Der deutsche Verteidigungsminister Boris Pistorius hält die Vereinbarung für bedeutungslos, da die Energieinfrastruktur ohnehin am besten geschützt sei, und verwies darauf, dass die russischen Angriffe auf die zivile Infrastruktur in der Ukraine nach dem Telefonat nicht nachgelassen hätten. Er sei sich sicher, dass Trump darauf reagieren müsse. Präsident Selenskyj verlangte mehr Details aus dem Telefonat. Wenige Stunden danach waren der Großraum Lwiw und mehrere weitere Regionen der Ukraine Ziel russischer Drohnenangriffe, so wurde ein Krankenhaus von einer Shahed-Drohne getroffen.

### 19. März
Die ukrainische Eisenbahngesellschaft Ukrsalisnyzja teilte mit, dass russische Streitkräfte am Morgen das Stromnetz der ukrainischen Staatsbahn in der Oblast Dnipropetrowsk mit Drohnen angegriffen habe. Trotz in manchen Streckenabschnitten ausgefallener Stromversorgung führen die Züge weiterhin planmäßig.
Nachdem die USA bereits mit dem Amtsantritt von Präsident Trump am 25. Januar zahlreiche internationale Hilfsprogramme suspendiert hatten, wurde die Unterstützung eines Dokumentationszentrums für russische Kriegsverbrechen an der Yale University definitiv eingestellt. Die Mitarbeiter hatten keinen Zugang mehr zur Datenbank, in der seit 2022 unter anderem die Schicksale über 30.000 von Russland verschleppter ukrainischer Kindern dokumentiert worden sind. Informationen des Zentrums waren auch Europol und dem Internationalen Strafgerichtshof zur Verfügung gestellt worden. Zudem beendeten US-Behörden auch die Zusammenarbeit mit der für die Verfolgung von Kriegsverbrechen gegen die Ukraine zuständigen Stelle in der Agentur der Europäischen Union für justizielle Zusammenarbeit in Strafsachen.

### 20. März
US-Präsident Trump machte in einem Telefongespräch mit dem ukrainischen Präsidenten Selenskyj nach Angaben des US-Außenministers Marco Rubio das Angebot, dass US-amerikanisches Eigentum an den vier ukrainischen Kernkraftwerken der beste Schutz für diese Infrastruktur und die Unterstützung der ukrainischen Energieinfrastruktur sei. Selenskyj widersprach der Darstellung der US-Regierung dabei in einem wichtigen Punkt: Ihm zufolge wurde nur über das russisch besetzte Kernkraftwerk Saporischschja gesprochen, das mehr als zwei Jahre bis zur erneuten Inbetriebnahme benötigen könne. Er betonte die Bedeutung dieser Anlage sowohl für die Ukraine als auch für den Rest von Europa. Selenskyj habe die Bereitschaft seines Staates betont, die Einstellung der Angriffe auf die Energieversorgung und andere zivile Infrastrukturen akzeptieren zu wollen. Auch den US-Vorschlag für einen bedingungslosen Waffenstillstand an der Frontlinie würde die Ukraine akzeptieren.
Der russische Militärflugplatz Engels-2, von dem nach wie vor viele Luftangriffe auf die Ukraine erfolgen, wurde durch ukrainische Drohnen angegriffen. Von der Nachrichtenagentur Reuters überprüfte Videos zeigten eine gewaltige Explosion, die sich vom Flugplatz ausbreitete und nahe gelegene Gebäude zerstörte. Das russische Verteidigungsministerium erklärte, die Luftabwehr habe 132 ukrainische Drohnen über russischen Gebieten abgeschossen. Der Stützpunkt in Engels – der noch aus sowjetischen Zeiten stammt – beherbergt Russlands Bomber des Typs Tupolew Tu-160 sowie Tu-95, mit denen auch Atomwaffen eingesetzt werden können. Der Gouverneur der Oblast Saratow, Roman Busargin, sagte, die Anwohner seien evakuiert worden. Nach Satellitenbildern wurde der Munitionslagerbereich des Stützpunkts getroffen; etwa 67 Prozent der Lagergebäude wurden zerstört, einige wurden beschädigt, während etwa 25 Prozent der Depots unversehrt blieben. Dieser Angriff soll demnach die Fähigkeit Russlands, weiterhin luftgestützte Marschflugkörper gegen die Ukraine einzusetzen, nachhaltig beeinträchtigt haben.

### 21. März
Kurz vor den geplanten Verhandlungen über eine begrenzte Waffenruhe überzog Russland die Ukraine in der Nacht zum 21. März erneut mit heftigen Angriffen. Die südliche Hafenstadt Odessa wurde Ziel eines massiven russischen Drohnenangriffs; 15 Explosionen wurden dort gemeldet. Videos in sozialen Netzwerken zeigten mutmaßliche Einschläge und Brände; in Teilen der Stadt fiel der Strom aus. Im Nordosten der Ukraine in der Oblast Sumy wurden bei russischen Luftschlägen zwei Menschen getötet und vier weitere verletzt.

### 22. März
Bei ukrainischen Drohnenangriffen auf Russland wurden nach Angaben aus Moskau sechs Menschen verletzt. In derselben Nacht griff auch Russland die Ukraine mit 179 Drohnen an.
Nach Auffassung des US-Sondergesandten Steve Witkoff ist der russische Präsident Putin kein „Bösewicht“, sondern vielmehr ein „großartiger“ Anführer, der den Krieg in der Ukraine beenden wolle. Witkoff geht von einem persönlichen Treffen zwischen Putin und Trump in den kommenden Monaten aus. Putin wisse, dass es für Trump aktuell politisch schwierig sei, nach Russland zu kommen, sagte Witkoff. Das Ziel einer allgemeinen 30-tägigen Waffenruhe ist nach Witkoffs Ansicht nicht weit entfernt.

### 23. März
Bei erneuten russischen Angriffen mit Kampfdrohnen auf die ukrainische Hauptstadt Kiew wurden mindestens drei Menschen getötet, darunter ein fünfjähriges Kind, und zehn verletzt, darunter ein elf Monate altes Baby. Insbesondere wurden Wohngebäude von den Flugkörpern getroffen. In den oberen Stockwerken der getroffenen Häuser brachen dem Rettungsdienst zufolge schwere Brände aus. Russland greift seit den Gesprächen mit dem US-Präsident Trump statt Zielen der Energieinfrastruktur verstärkt zivile Ziele in den Städten der Ukraine an.

### 24. März
Nach eigenen Angaben haben ukrainische Spezialeinheiten bei einem Angriff hinter den feindlichen Linien gemeinsam mit dem Militärgeheimdienst, Raketentruppen und Artillerie in der Oblast Belgorod vier russische Hubschrauber zerstört. Dabei soll es sich um zwei Kamow Ka-52 und zwei Mil Mi-8 handeln, die mit M30A2-Munition, also präzisionsgelenkten Raketen, aus den HIMARS-Mehrfachraketenwerfern attackiert wurden. In der letzten Zeit hatte es auch vermehrt Berichte über Vorstöße ukrainischer Bodentruppen in die an die Ukraine angrenzende Region Belgorod gegeben.
Laut dem ukrainischen Rundfunk, der sich auf das Militär berief, gelang den ukrainischen Streitkräften ein Durchbruch an der Frontlinie in der Oblast Charkiw. Ukrainische Truppen sollen Gebiete um den Ort Dworitschna zurückerobert haben. Ein ukrainischer Kommandeur bezeichnete die Vorgänge als „sehr wichtige, aber kleine Operationen“.
Die nordostukrainische Stadt Sumy wurde mit russischen Raketen angegriffen. Unter den über 90 Verletzten waren 17 Kinder.

### 25. März
Bei den Gesprächen in Riad über eine Waffenruhe haben ukrainische Unterhändler nach Angaben der USA in einen Vorschlag eingewilligt, gegenseitig auf Angriffe im Schwarzen Meer und die Energieinfrastruktur zu verzichten. Es solle eine sichere Schifffahrt gewährleistet und der Einsatz von Handelsschiffen für militärische Zwecke wie Waffentransporte verhindert werden. Außerdem wolle die US-Regierung dazu beitragen, Russlands Zugang zum Weltmarkt für Agrar- und Düngemittelexporte wiederherzustellen. Die russische Regierung will eine Vereinbarung zur sicheren Schifffahrt im Schwarzen Meer allerdings erst dann umsetzen, wenn weiterreichende Sanktionen aufgehoben werden.

### 28. März
Der russische Präsident Wladimir Putin schlug vor, die Ukraine unter Verwaltung der Vereinten Nationen zu stellen. Ziel sei die Durchführung demokratischer Wahlen, bei der eine handlungsfähige Regierung für einen Friedensschluss an die Macht komme. Der ukrainische Präsident Wolodymyr Selenskyj habe nach Ablauf seiner regulären Amtszeit im vergangenen Jahr kein Regierungsmandat mehr. Putin zieht damit die Legitimation von Selenskyj für Verhandlungen in Zweifel.
Doch sowohl Präsidentschafts- als auch Parlamentswahlen sind derzeit in der Ukraine auf unterschiedlicher Grundlage verboten. Die Verfassung der Ukraine verbietet die Parlamentswahlen unter Kriegsrecht, das Kriegsrecht verbietet jedoch alle Wahlen. International wird Selenskyj weiterhin als Präsident anerkannt, unter anderem weil Neuwahlen im Land während des Krieges nicht durchführbar sind. Ein Sprecher des Nationalen Sicherheitsrates des Weißen Hauses sagte dazu, dass die Regierungsführung in der Ukraine von der Verfassung und der Bevölkerung des Landes bestimmt werde.
Laut dem Institute for the Study of War konnten ukrainische Truppen bei ihren bereits am 18. März begonnenen Vorstößen in die russische Oblast Belgorod mehrere Dörfer entlang der Grenze im Rajon Krasnaja Jaruga, darunter Demidowka und Popowka, einnehmen. Laut der New York Times soll diese Operation russische Kräfte von der umkämpften Front in der Oblast Kursk ablenken und die ukrainische Verhandlungsposition stärken. Tschetschenische Einheiten und russische Marineinfanterie seien bereits verlegt worden. Laut Medienberichten sollen ukrainische Truppen mehrere Brücken in Belgorod zerstört haben, um russische Nachschublinien zu stören.

### 29. März
Der Journalist Adam Entous berichtete in der New York Times von der zentralen Rolle der Streitkräfte der Vereinigten Staaten bei der Zielplanung der Ukraine. Diese direkte Beteiligung an den Kriegshandlungen, auch auf russischem Territorium, würde vom Shali Center in Wiesbaden in Deutschland aus stattfinden, wo sich auch mitwirkende ukrainische Offiziere aufhalten. Die Zeitung zitierte einen nicht namentlich genannten europäischen Geheimdienstchef zur Rolle der USA und Deutschlands in diesem Krieg: They are part of the kill chain now („Sie sind jetzt Teil der Tötungskette“).

### 30. März
US-Präsident Trump äußerte sich verärgert über die Äußerungen von Russlands Präsident Putin vom 28. März, worin dieser erneut die Rolle des ukrainischen Präsidenten Selenskyj bestritt. Trump sei von Putins Verhalten „angepisst“. Putin hat mehrfach betont, dass er Selenskyj für keinen rechtmäßigen Präsidenten halte. Laut NBC drohte Trump, wenn kein „Deal“ zustande käme, der das Blutvergießen beende, zusätzliche Strafzölle von 25 bis 50 Prozent auf russisches Öl zu verhängen. Importeure dürften keine Geschäfte mehr in den USA tätigen. Er kündigte an, in der Folgewoche mit Putin telefonieren zu wollen, und betonte sein „sehr gutes Verhältnis“ zu ihm.
Trump behauptete zudem, Selenskyj versuche „aus dem Abkommen über Seltene Erden auszusteigen, und wenn er das tut, hat er ein paar Probleme. Große, große Probleme.“ Selenskyj hatte zuvor gesagt, von den USA ein „vollkommen anderes Dokument“ bekommen zu haben – verglichen mit dem Papier, das am 28. Februar im Weißen Haus unterzeichnet werden sollte, was im Eklat geendet war. Der neue Entwurf enthalte „viele Dinge, die nicht diskutiert“ oder die „von den Parteien bereits abgelehnt worden waren“. Weiter sagte Trump, Selenskyj wolle NATO-Mitglied sein, aber das werde er nie, und das verstehe dieser.

### 31. März
Die russische Regierung dämpfte die Erwartungen unter anderem von US-Präsident Trump auf eine schnelle Friedenslösung für die Ukraine. Regierungssprecher Dmitri Peskow sagte, dass Russland die Bemühungen um ein Ende der Kämpfe als „langwierigen Prozess“ ansehe. Auf Donald Trumps letzte Kritik an Wladimir Putin ging Peskow nicht direkt ein.
Russland setzte die Shahed-Drohnen nicht mehr gegen eine Vielzahl von Zielen in der gesamten Ukraine ein, sondern ging dazu über, die Drohnen konzentriert gegen eine oder zwei größere Städte in der Nähe der Frontlinie einzusetzen. Dadurch wurde die ukrainische Flugabwehr lokal überlastet. Auch wenn sie noch in der Lage war, viele Drohnen abzuschießen, kamen noch einige durch. Die wenigen ukrainischen Kampfflugzeuge waren bei Einsätzen gegen die Drohnen in Gefahr, von Russlands weitreichenden Flugabwehrsystemen abgeschossen zu werden. In Kiew wurden am 23. und 28. März drei Menschen getötet und zehn verletzt, in Charkiw waren es neun. In Dnipro wurden beim ersten derartigen Angriff sechs Menschen verletzt, beim zweiten wurden vier Menschen getötet und weitere 21 verwundet.
Das republikanische Mitglied des US-Repräsentantenhauses Don Bacon warf Trump und anderen Republikanern in der New York Times vor, sie hätten „Russland mit Samthandschuhen angefasst“ und seien „davor zurückgeschreckt, Putins eindeutig illegalen Krieg anzuprangern, und haben sogar der Ukraine die Schuld für dessen Beginn gegeben“. Die Geschichte dieses Konflikts mache deutlich, dass die USA die „moralische Verpflichtung“ hätten, der Ukraine bis zu fairen und gerechten Friedensverhandlungen weiterhin Hilfe zu leisten. Er warnte auch vor weiteren Flüchtlingsströmen, Handelsinstabilität und steigenden Energiepreisen, sollte die Ukraine den Krieg verlieren. Die USA würden „verlieren, was Amerika zu einer großen Nation macht“.
Nach einer Mitteilung der ukrainischen Streitkräfte wurde in der russischen Oblast Kursk ein russischer Angriff zurückgeschlagen, wobei mehrere russische Soldaten getötet und zwei gefangen genommen wurden.
Laut offiziellen ukrainischen Quellen kamen an einem Tag 1230 russische Soldaten im Krieg ums Leben oder konnten nicht mehr weiterkämpfen. Nach Angaben des ukrainischen Verteidigungsministeriums wurden seit Beginn des Krieges im Frühjahr 2022 insgesamt 915.230 russische Soldaten „eliminiert“, zudem habe Russland fast 22.000 gepanzerte Fahrzeuge und rund 31.400 Drohnen verloren.

## April 2025

### 2. April
Die Ukraine warf Russland erneut vor, gegen die vereinbarte Feuerpause bei Angriffen auf Energieanlagen verstoßen zu haben. Das russische Militär habe nach Aussage des ukrainischen Präsidenten Wolodymyr Selenskyj bei neuen Angriffen mit einer Drohne eine Umspannstation getroffen. Das russische Verteidigungsministerium meldete zwei Angriffe der Ukraine in den letzten 24 Stunden auf russische Energieanlagen. Das Ministerium erklärte, die Ukraine habe Drohnen- und Artillerieangriffe auf Anlagen in der russischen Oblast Kursk durchgeführt und dadurch Stromausfälle verursacht. Die Angriffe beider Seiten konnten zunächst nicht unabhängig bestätigt werden. Beide Seiten warfen sich nach wie vor gegenseitig vor, die vereinbarte Feuerpause auf Energieanlagen verletzt zu haben.

### 3. April
Die NATO schätzte die russischen Verluste auf bisher etwa 900.000 getötete oder verletzte russische Soldaten, davon bis zu 250.000 Tote. Allein für Februar 2025 wurde von mehr als 35.100 russischen Verlusten an getöteten oder verletzten Soldaten ausgegangen.

### 4. April
Bei Drohnenangriffen durch Russland wurden nach Angaben des ukrainischen Rettungsdienstes mindestens vier Menschen in Charkiw im Osten der Ukraine getötet und mehr als 30 weitere Menschen verletzt. In den ukrainischen Oblasten Dnipro, Saporischschja und Kiew seien zudem fünf weitere Menschen verletzt worden. Das russische Verteidigungsministerium in Moskau meldete, dass in der Nacht zum 4. April 107 ukrainische Drohnen durch die russische Flugabwehr abgefangen und zerstört worden seien, darunter 34 über der westrussischen Oblast Kursk. Außerdem erklärte der Gouverneur der russischen Oblast Brjansk, dass ein Mensch bei einem ukrainischen Drohnenangriff auf ein Dorf getötet worden sei. Ein weiterer Mensch wurde nach seinen Angaben verletzt.
Der innere Kreis um den US-Präsidenten Donald Trump riet ihm nach Presseberichten offenbar von einem weiteren Telefonat mit dem russischen Präsidenten Wladimir Putin vorerst ab. Putin sollte sich nach Empfehlung von Trumps Beratern erst zu einem vollständigen Waffenstillstand mit der Ukraine verpflichten, berichtete NBC News unter Berufung auf Regierungsmitglieder. Trump hatte am 30. März gesagt, er wolle in der kommenden Woche mit Putin sprechen.

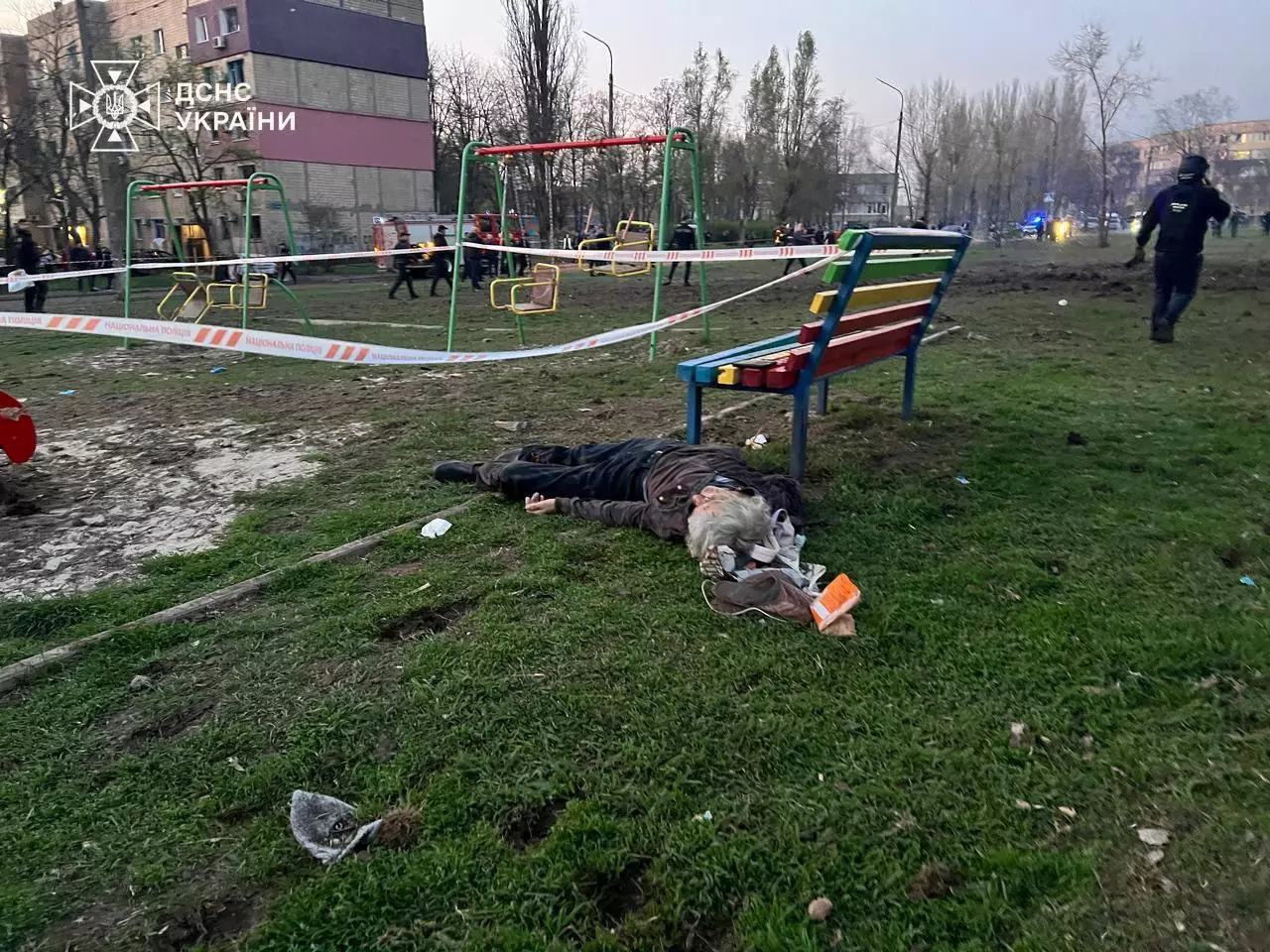
Tote Person und Rettungskräfte auf einem Spielplatz des angegriffenen Wohnviertels in Krywyj Rih

Nach dem ukrainischen Präsidenten Wolodymyr Selenskyj wurden bei einem Angriff auf ein Wohngebiet in seiner Heimatstadt Krywyj Rih mindestens 20 Menschen, darunter mindestens 9 Kinder, getötet. Mehr als 50 weitere seien verletzt worden, teilte der Chef der örtlichen Militärverwaltung Oleksandr Wilkul mit. Diese Zahl erhöhte sich später noch auf 75 teils Schwerstverletzte, darunter Erwachsene und Kinder, mit abgetrennten Gliedmaßen und schwersten Splitterverletzungen. Um die Zahl der Toten und Verletzten zu maximieren, setzte Russland eine ballistische Rakete vom Typ Iskander-M mit Streumunitions-Gefechtskopf ein. Das russische Verteidigungsministerium teilte mit, bei diesem Angriff „bis zu 85 Soldaten und Offiziere aus dem Ausland sowie bis zu 20 Fahrzeuge zerstört“ zu haben. Journalisten internationaler Medien, die unmittelbar nach dem Angriff vor Ort waren, konnten jedoch bestätigen, dass es ausschließlich zivile Opfer gab und dass sich keinerlei beschädigte oder unbeschädigte Militärfahrzeuge im Gebiet befanden. Russland hatte den US-Vorschlag für eine sofortige und vollständige Einstellung der Kämpfe für 30 Tage faktisch zurückgewiesen.

### 5. April
US-Außenminister Marco Rubio sagte bei einem NATO-Treffen in Brüssel, dass US-Präsident Donald Trump die Hinhaltetaktik des russischen Präsidenten Wladimir Putin zu seinen Friedensbemühungen vermutlich nicht mehr lange akzeptieren werde. Dabei ginge es eher um Wochen als um Monate. Als mögliche Optionen gelten neue US-Sanktionen gegen die russische Wirtschaft, aber auch zusätzliche Waffenhilfen für die Ukraine.
Der ukrainische Präsident Selenskyj bezeichnete die Reaktion der Kiewer US-Botschaft auf den Angriff auf Krywyj Rih vom Vortag als „schwach“. Insbesondere kritisierte er die US-Botschafterin Bridget Brink dafür, Russland nicht explizit als Verursacher genannt zu haben. Brink hatte zuvor erklärt, sie sei „entsetzt“ über den Angriff mit einer Rakete, die neben einem Spielplatz und einem Restaurant eingeschlagen sei und der auch das Leben von Kindern gefordert habe, und hinzugefügt, darum müsse der Krieg aufhören. Russland hatte sie jedoch nicht als Angreifer benannt. Die Anzahl der Toten des Raketenangriffs auf Krywyj Rih vom Vortag war am 5. April auf 19 und die Anzahl der Verletzten auf 72 gestiegen. Zu den Verletzten zählten ein drei Monate altes Baby sowie Senioren. 40 Menschen wurden den Angaben zufolge weiterhin im Krankenhaus behandelt, auch Kinder in kritischem und ernstem Zustand.

### 6. April
Die Hauptstadt Kiew wurde in der Nacht zum 6. April erneut mit Raketen angegriffen. Das Nachrichtenportal The Kyiv Independent berichtete unter Berufung auf Kiews Bürgermeister Vitali Klitschko von drei Verletzten und einem teilweise zerstörten Bürogebäude. In mehreren Bezirken der Millionenstadt seien Brände ausgebrochen. Außerdem gab es Berichte über Trümmer in unbewohnten Gebieten. Auch in anderen Teilen der Ukraine gab es in der Nacht Luftalarm. Bereits am Vorabend gab es im ganzen Land Angriffe mit Drohnenschwärmen. In der Stadt Mykolajiw im Süden der Ukraine meldete die regionale Militärverwaltung Einschläge von Kampfdrohnen und mindestens zwei brennende Wohnhäuser. Nach russischen Luftangriffen auf den Westen der Ukraine setzte die polnische Luftwaffe eigenen Angaben zufolge Flugzeuge zum Schutz des polnischen Luftraumes ein. Auch Flugzeuge von Verbündeten seien zur Unterstützung in der Luft im Einsatz gewesen.

### 8. April
Erstmals bestätigte der ukrainische Präsident Selenskyj den Einsatz ukrainischer Truppen in der russischen Oblast Belgorod. Er sagte, man führe in den Oblasten Kursk und Belgorod „aktive Operationen in den Grenzregionen auf dem Gebiet des Feindes aus“; der Krieg müsse „dorthin zurückkehren, woher er gekommen“ sei. Es gehe darum, ukrainische Gebiete wie die Grenzregionen Charkiw und Sumy zu schützen. Moskauer Militärbeobachter hatten gemeldet, dass Russland in der Oblast Belgorod unweit der Grenze einen eigenen Damm mit einer Fliegerbombe zerstört habe, um den Einsatz ukrainischer Panzertechnik zu verhindern. Selenskyj betonte weiter, dass russische Ausrüstung und die Logistik der Besatzer zerstört werden müssten, und kündigte neue Schläge im russischen Hinterland mit reichweitenstarken Drohnen an.

### 9. April
Der ukrainische Präsident Selenskyj erklärte auf Telegram, man habe zwei chinesische Soldaten gefasst, die an der Seite Russlands gekämpft hätten. Er veröffentlichte ein Video, das einen der Gefangenen zeigen soll, und teilte mit, man habe die Dokumente dieser beiden Personen. Zudem verfüge man über Informationen, wonach „viele weitere chinesische Staatsbürger“ sich in den Reihen der russischen Armee befänden. Selenskyj forderte von China eine Erklärung und rief den Westen zu einer Reaktion gegen Russland auf. Chinas Glaubwürdigkeit und sein Eintreten für Frieden seien in Frage gestellt. Ein Sprecher des Außenministeriums in Peking wies die Berichte zurück; es gebe keine Grundlage für diese Behauptung, denn die chinesische Regierung habe ihre Bürger stets aufgefordert, sich nicht an militärischen Aktionen der einen oder anderen Seite zu beteiligen. China stellte sich bisher als neutrale Partei dar, hat Russlands Vorgehen bislang jedoch nicht verurteilt und die politische, militärische und wirtschaftliche Zusammenarbeit mit Russland seit Kriegsbeginn deutlich verstärkt.

### 13. April

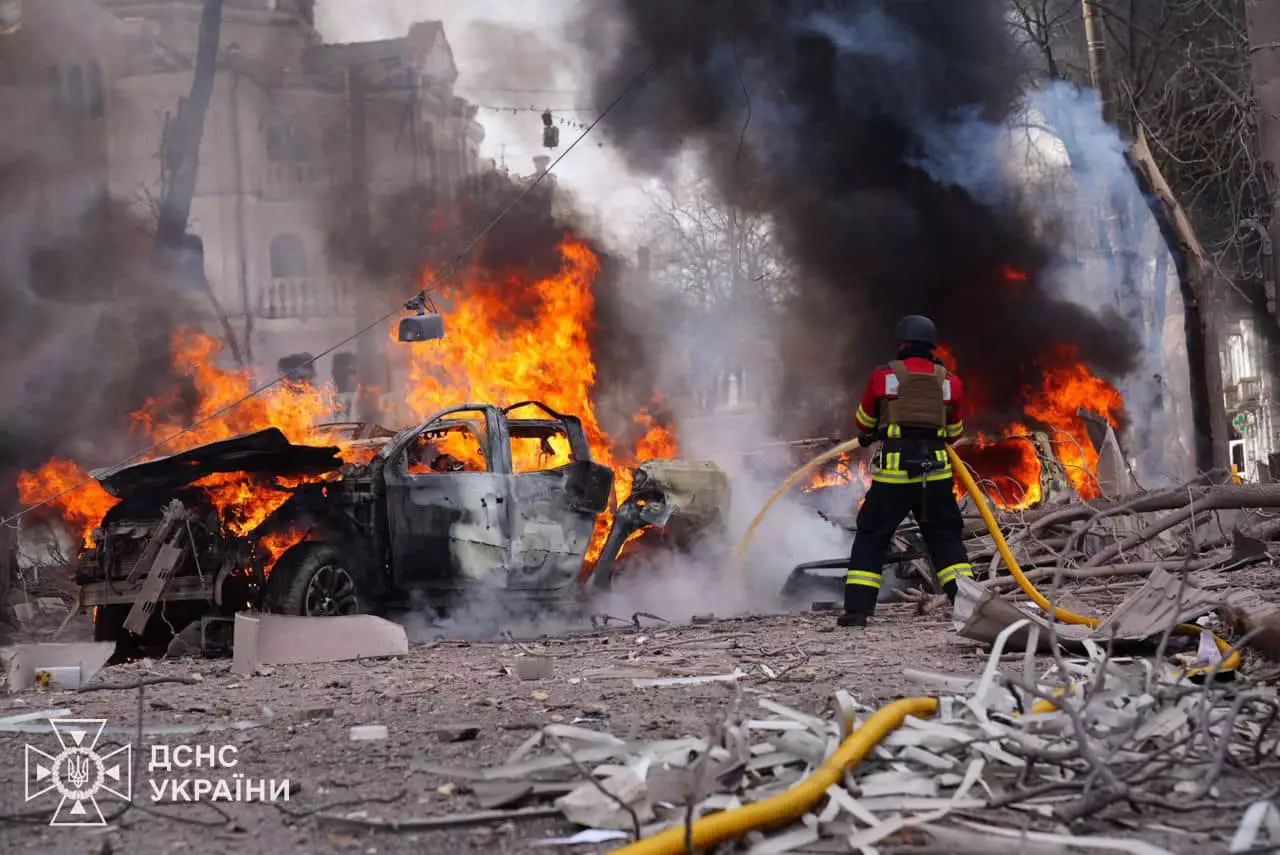
Straße in Sumy nach dem Angriff vom 13. April

Die ukrainische Stadt Sumy wurde von den russischen Streitkräften mit Raketen angegriffen. Dabei kamen mindestens 34 Menschen ums Leben, darunter zwei Kinder. Es handelte sich damit um den tödlichsten Einzelangriff auf ukrainische Zivilisten seit 2023. Bei dem Bombardement – das sich ereignete, als sich die Einwohner am Palmsonntag zum Gottesdienst versammelten – wurden außerdem 117 Menschen verletzt, darunter fünfzehn Kinder. Ukrainische Beamte berichteten, dass die russischen Streitkräfte den Angriff mit zwei ballistischen Raketen von Typ Iskander-M ausgeführt haben, wobei erste Hinweise auf den Einsatz von Streumunition hindeuteten.
US-Präsident Trump sagte über den russischen Raketenangriff auf Sumy mit mindestens 34 Todesopfern: „Mir wurde gesagt, dass sie einen Fehler gemacht haben. Aber ich denke, es ist eine schreckliche Sache. Ich denke, der ganze Krieg ist eine schreckliche Sache.“ Dabei erwähnte er Russland nicht namentlich. Zuvor hatte Außenminister Marco Rubio den „Opfern des heutigen schrecklichen russischen Raketenangriffs auf Sumy“ sein Beileid ausgesprochen. Der US-Sondergesandte für die Ukraine, Keith Kellogg, schrieb: „Als früherer militärischer Befehlshaber verstehe ich etwas von Zielplanung, und das hier ist falsch.“ Der Angriff gegen Sumy überschreite „die Grenzen des Anstands“.
Nach ukrainischen Angaben wurden allein im März 2025 von den ukrainischen Einheiten insgesamt 1644 russische Artilleriesysteme zerstört.

### 16. April
Auf Antrag von Präsident Selenskyj verlängerte das ukrainische Parlament das zum 9. Mai auslaufende Kriegsrecht bis zum 6. August 2025. Nach Medienberichten stimmten deutlich mehr als zwei Drittel der Abgeordneten dafür.
Der frühere Gouverneur der russischen Oblast Kursk, Alexei Smirnow, wurde wegen angeblichen Betrugs festgenommen, nachdem ein wegen Veruntreuung von Geldern für die Befestigungsanlagen der Region in Untersuchungshaft sitzender ehemaliger ranghoher Beamter gegen ihn ausgesagt hatte.
Nach Angaben des ukrainischen Präsidenten Selenskyj stammten 40 Prozent der Waffen zur Abwehr der russischen Invasion bereits aus eigener Produktion.
In der ukrainischen Industriestadt Dnipro kamen mindestens drei Menschen, darunter ein Kind, bei einem russischen Drohnenangriff ums Leben. Außerdem gab es 30 Verletzte, darunter fünf Minderjährige.

### 17. April
Nach Behördenangaben wurden in der südukrainischen Stadt Nikopol durch russischen Artilleriebeschuss zwei Menschen getötet.
Angaben des russischen Verteidigungsministeriums zufolge wurden in der Nacht 71 ukrainische Drohnen vom russischen Militär abgewehrt.

### 21. April
Nachdem am Ostersonntag, dem 20. April 2025, der russische Präsident Putin zu einer Feuerpause aufgerufen hatte, berichteten sowohl die Ukraine als auch Russland, dass die jeweils andere Seite mehrfach dagegen verstoßen habe. Russland wollte diese angebliche Feuerpause nicht verlängern. Am Ostermontag meldete die ukrainische Armee, eine russische Drohnenstartbasis in der Oblast Kursk angegriffen und dabei bis zu 20 russische Drohnenpiloten getötet zu haben.

### 23. April
Bei einem russischen Drohnenangriff in der zentralukrainischen Oblast Dnipropetrowsk kamen neun Menschen ums Leben. In der Stadt Marhanez wurden bei der Attacke auf einen Bus mit Arbeitern mindestens 30 Menschen verletzt.
Laut der stellvertretenden Ministerpräsidentin der Ukraine, Julija Swyrydenko, ist die Ukraine bereit zu Verhandlungen, nicht zur Kapitulation. Man werde „einen eingefrorenen Konflikt nicht akzeptieren“, so Swyrydenko. Es werde kein Abkommen geben, das Russland in eine bessere Lage versetze, seine Truppen neu aufzustellen und mit größerer Gewalt zurückzukehren. Ein vollständiger Waffenstillstand zu Wasser, zu Lande und in der Luft sei „der notwendige erste Schritt“.

### 24. April
US-Präsident Donald Trump gab bekannt, einen „Deal“ mit Russland erreicht zu haben. Dem ukrainischen Präsidenten Wolodymyr Selenskyj warf er vor, den Krieg mit „aufhetzenden Äußerungen“ zu verlängern. Trump schrieb auf seiner Plattform Truth Social: „Wenn er die Krim haben will, warum haben sie dann nicht schon vor elf Jahren um sie gekämpft, als sie ohne einen Schuss an Russland übergeben wurde?“ Selenskyj hatte Trumps Linie zurückgewiesen, sein Staat könne für einen Frieden auf die von Russland annektierte Schwarzmeer-Halbinsel Krim verzichten. Er sagte, dass die Ukraine immer im Einklang mit ihrer Verfassung handeln würde, welche die Unverletzlichkeit des ukrainischen Staatsgebiets festschreibt. Zuletzt erhöhte Washington den Druck auf Kiew, auf die Rückgabe einiger von Russland besetzter Gebiete zu verzichten. US-Vizepräsident JD Vance sprach von einem Einfrieren des aktuellen Frontverlaufs und von gegenseitigen Gebietsabtretungen.
Aus Deutschland kamen zu den US-Vorschlägen ablehnende Reaktionen, da damit Russland mit seinem kriegerischen Vorgehen gegen die Ukraine Erfolg gehabt haben würde. Die US-Vorschläge wurden beispielsweise als Diktatfrieden bezeichnet. Die EU-Außenbeauftragte Kaja Kallas sprach davon, dass der russische Präsident Wladimir Putin nicht wirklich Frieden wolle und dass die USA Werkzeuge hätten, Druck auf Russland auszuüben, sie aber nicht genutzt hätten. Die deutsche Militärexpertin Claudia Major bezeichnet die von Trump vorgeschlagene Einigung ebenfalls als Diktatfrieden und einen eindeutigen Erfolg für Russland. Offenbar sei es für die USA leichter, auf die Ukraine Druck auszuüben als auf Russland. Es handele sich um den Versuch, eine Art völkerrechtliche Verankerung der Annexion und der Okkupation der ukrainischen Gebiete festzuschreiben. Putin halte die USA mit kleinen Schritten hervorragend hin, ohne wirkliche Zugeständnisse machen zu müssen. Der angedrohte US-Rückzug aus den Verhandlungen bei einem Misserfolg würde international den Eindruck entstehen lassen, dass die USA bei der Lösung dieses Krieges versagt hätten.
Am frühen Morgen des 24. April wurden in der ukrainischen Hauptstadt Kiew bei einem nächtlichen russischen Angriff mindestens neun Menschen getötet. Mindestens 63 weitere Menschen seien verletzt worden, darunter auch sechs Kinder. Ukrainische Medien berichteten von russischen Luftschlägen auch in anderen Teilen des Landes. Nach vorläufigen Informationen griff Russland laut Präsident Selenskyj mit mehr als 250 Drohnen und Raketen Zivilisten an.

### 25. April
In Balaschicha bei Moskau wurde der Generalleutnant Jaroslaw Moskalik bei einem Bombenattentat getötet.
Bei einem russischen Drohnenangriff auf die Stadt Pawlohrad im Südosten der Ukraine wurden drei Menschen getötet, darunter eine 15-Jährige, und 14 Personen verletzt, darunter drei Kinder.
US-Präsident Trump machte erneut indirekt die Ukraine für den Kriegsausbruch verantwortlich. In einem Interview mit dem Time Magazine sagte er im Hinblick auf die von der Ukraine angestrebte NATO-Mitgliedschaft: „Ich glaube, das war vom ersten Tag an der Grund für den Krieg, als sie anfingen, über einen Nato-Beitritt zu sprechen. Wenn das nicht zur Sprache gekommen wäre, wäre die Chance, dass er nicht begonnen hätte, viel größer gewesen.“
Trump wertete es als „großes Zugeständnis“ Putins, die Ukraine nicht mehr komplett einnehmen zu wollen. Laut tagesschau.de lässt sich das allerdings bei Betrachtung der Fakten kaum derart interpretieren, da nichts darauf hindeute, dass die russischen Truppen aktuell überhaupt in der Lage seien, die Ukraine komplett zu erobern. Der deutsche Sicherheitspolitik-Experte Christian Mölling bezeichnete Trumps Äußerung als „sehr nah am Kreml“. Auch der ehemalige NATO-General James Stavridis wies die Vorstellung zurück, wonach es eine „Konzession“ Russlands sei, die Ukraine nicht vollständig einzunehmen. Putin habe diesen Krieg begonnen, sei in die Ukraine einmarschiert und habe Kriegsverbrechen begangen, die bis jetzt anhielten, indem sie weiterhin die „Zivilbevölkerung und die kritische Infrastruktur angreifen“.
Angaben des ukrainischen Präsidenten Selenskyj zufolge wurden in einer am Vortag von Russland auf Kiew abgefeuerten Rakete nordkoreanischer Bauart „mindestens 116 Komponenten“ gefunden, „die aus anderen Ländern stammten – und die meisten von ihnen wurden, leider, von US-Firmen produziert“. Er forderte daher mehr Druck und Sanktionen gegen Moskau und Pjöngjang.
Der deutsche Politikwissenschaftler Stephan Bierling sagte, US-Präsident Trump sei eine Marionette Putins, was keine gute Voraussetzung für einen dauerhaften und gerechten Frieden sei. Er bezeichnete ihn als einen Selbstdarsteller, der nichts von Geschichte wisse und nichts von Wirtschaft verstehe. Trumps Verhältnis zu Selenskyj sei zudem durch Rache geprägt, was aus Trumps erster Amtszeit herrühre, als Selenskyj sich geweigert hatte, Ermittlungen gegen Hunter Biden aufzunehmen. Auch der ehemalige deutsche Außenminister Sigmar Gabriel äußerte, die aktuellen Vorschläge Trumps dienten nur dazu, dass sich die US-Regierung „so schnell wie möglich aus dem Staub machen und aus der Verantwortung stehlen“ könne. Trumps Vorbild scheine der Friedensvertrag von Versailles zu sein, von dem man nur zu gut wisse, wie „schwach und brüchig“ er gewesen sei. Europa müsse daher „für die Zeit nach Trumps Abschied aus Europa planen“. Je schneller dieser Abschied komme, „desto besser“, denn dann müsse Putin mit Europa verhandeln.

### 26. April

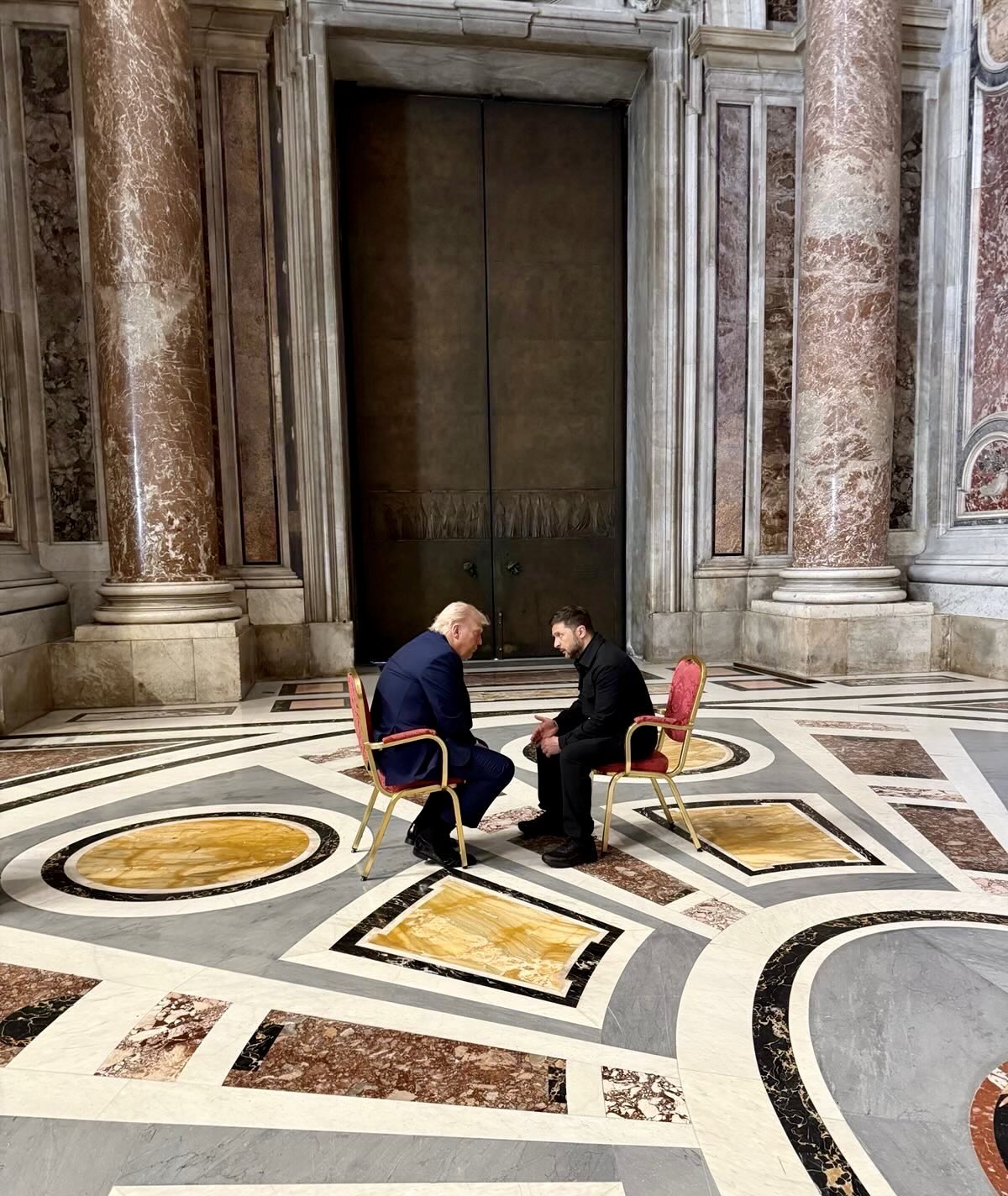
Donald Trump und Wolodymyr Selenskyj bei ihrem Gespräch im Petersdom

Im Rahmen der Begräbnisfeier für Papst Franziskus in Rom trafen sich US-Präsident Donald Trump und der ukrainische Präsident Wolodymyr Selenskyj im Petersdom zu einem Gespräch. Die US-Regierung bezeichnete das Treffen als „sehr produktiv“. Selenskyj erklärte, es habe sich um ein gutes Gespräch gehandelt, und dankte Trump für das kurze Treffen. Selenskyjs Meinung nach war es ein sehr symbolisches Treffen, das als „historisch bedeutend“ bezeichnet werden kann, wenn die Ergebnisse gemeinsam erreicht werden sollten. Zu den Gesprächsthemen zählten laut Selenskyj der Schutz des Lebens der ukrainischen Bevölkerung, „ein vollständiger und bedingungsloser Waffenstillstand“ sowie „ein verlässlicher und dauerhafter Frieden“. Neben dem Zweiergespräch kam es auch zu einem Treffen mit dem französischen Präsidenten Emmanuel Macron und dem britischen Premierminister Keir Starmer.
Wenige Stunden nach dem Gespräch mit Selenskyj in Rom äußerte Trump Zweifel an der Bereitschaft des russischen Präsidenten Wladimir Putin, den Krieg in der Ukraine tatsächlich beenden zu wollen. Trump sagte, dass es keinen Grund für Putin gebe, Raketen auf zivile Gebiete, Städte und Orte abzufeuern. Trump vermutete, dass Putin den Krieg vielleicht gar nicht beenden wolle, sondern ihn nur hinhalten wolle, und überlegte, mit Putin anders im Bankenwesen oder mit Sekundärsanktionen umzugehen.
Angaben Russlands zufolge wurde die letzte Siedlung in der russischen Oblast Kursk „befreit“. Das ukrainische „Abenteuer“ in der Region, so Präsident Putin, sei damit beendet. Kurz darauf widersprach die ukrainische Armee Meldungen einer vollständigen Rückeroberung; die Kämpfe in der Grenzregion dauerten weiter an. Erstmals gab Russland den Einsatz nordkoreanischer Soldaten zu.

### 28. April
Die staatliche nordkoreanische Nachrichtenagentur KCNA bestätigte, dass Einheiten der nordkoreanischen Streitkräfte an den „Operationen zur Befreiung“ der Gebiete in der russischen Oblast Kursk teilgenommen haben. Der nordkoreanische Machthaber Kim Jong-un bezeichnete diese Truppen, „die für die Gerechtigkeit gekämpft haben“, als „Helden, die die Ehre ihres Vaterlandes repräsentieren“. Geplant ist in Pjöngjang ein Denkmal zur Erinnerung an die gefallenen Soldaten im Ukraine-Krieg.
Auch Russlands Präsident Putin dankte den „Freunden“ für deren Einsatz bei den Kämpfen zur Rückeroberung des Gebietes Kursk. Der Kampfeinsatz sei durch den bilateralen Vertrag über strategische Partnerschaft gedeckt gewesen und habe auch im Einklang mit dem Völkerrecht gestanden. Südkoreanischen Angaben zufolge soll Nordkorea im Herbst 2024 etwa 11.000 Soldaten geschickt haben, weitere 3000 zu Beginn des Jahres 2025.

### 29. April
Laut russischen Behörden wurden bei einem ukrainischen Drohnenangriff in der russischen Oblast Belgorod zwei Menschen getötet und drei weitere verletzt. Bei einem russischen Drohnenangriff wurde ukrainischen Angaben zufolge in der zentralen Oblast Dnipropetrowsk ein zwölfjähriges Mädchen getötet.

### 30. April
Ein ukrainischer Drohnenangriff setzte eine Fabrik in der russischen Stadt Murom 300 Kilometer östlich von Moskau in Brand.
Südkoreanische Abgeordnete teilten unter Berufung auf den Geheimdienst ihres Landes mit, dass etwa 600 nordkoreanische Soldaten im Krieg in der Ukraine gefallen seien. Mit den Verletzten habe es unter den 15.000 Soldaten aus Nordkorea insgesamt 4700 Opfer gegeben. Die Kampfkraft des nordkoreanischen Militärs habe sich nach einem halben Jahr „deutlich verbessert, da es sich an den Einsatz neuer Waffen wie Drohnen gewöhnt“ habe.

## Mai 2025

### 2. Mai
Nach Angaben aus Togo wurden Togolesen, die an Militäroperationen der russischen Armee teilgenommen hätten, in der Ukraine gefangen genommen. Die meisten seien junge Studenten gewesen, die ihr Land im Rahmen „angeblicher Stipendien“ verlassen hätten. Diese seien „von Strukturen angeboten worden, die angeblich ihren Sitz in Russland“ hätten. Das Außenministerium Togos rief die Bürger zu „äußerster Wachsamkeit“ bei angebotenen Stipendien auf.

### 3. Mai
Der ukrainische Militärgeheimdienst HUR gab bekannt, erstmals mit Hilfe einer Seedrohne ein russisches Kampfflugzeug abgeschossen zu haben. Die Su-30 sei bei Noworossijsk ins Meer gestürzt; ein Video wurde veröffentlicht. Russische Militärblogger gaben an, dass die Piloten den Absturz überlebt hätten.
In Kupjansk wurde eine Person bei russischen Luftangriffen getötet.

### 4. Mai
Die New York Times berichtete von den geplanten Lieferungen eines bisher in Israel stationierten Patriot-Flugabwehrsystems in die Ukraine sowie einem weiteren aus Deutschland oder Griechenland. Damit würden zehn Patriot-Raketensysteme abgegeben worden sein.
Bei einem russischen Drohnenangriff auf die Hauptstadt Kiew wurden Behördenangaben zufolge in der Nacht mindestens elf Menschen verletzt.
Nach Angaben russischer Behörden wurden bei einem ukrainischen Angriff auf eine Elektronikfabrik in der westrussischen Oblast Brjansk große Teile der Anlage in der Siedlung Susemka zerstört.

### 13. Mai
Nach Angaben eines Behördensprechers wurden bei einem russischen Bombenangriff in der Oblast Charkiw mindestens drei Menschen getötet.
Laut Angaben des Oblast-Gouverneurs Wjatscheslaw Gladkow wurden in der russischen Oblast Belgorod mindestens 16 Menschen durch ukrainische Drohnen verletzt.

### 15. Mai
Bei einem russischen Raketenangriff auf ein Industriegelände nahe der nordost-ukrainischen Stadt Sumy wurden drei Menschen getötet, wie der Gouverneur der Oblast Sumy, Oleh Hryhorow, mitteilte.
Laut dem täglichen Lagebericht des Institute for the Study of War (ISW) drang Russland im Donbas nördlich und westlich von Torezk bei den Ortschaften Sorja und Jabluniwka vor. Die Ukraine verzeichnete dagegen einen kleinen Geländegewinn bei Pokrowsk.

### 16. Mai
Gegen 3.30 Uhr verlor die ukrainische Luftwaffe ihre dritte F-16. Der Pilot verließ die Maschine mit dem Schleudersitz und wurde geborgen. Er zerstörte vorher drei Ziele und wollte das vierte mit der Bordkanone angreifen, als das Flugzeug verloren ging. Die erste F-16 ging im August 2024 verloren, die zweite im April 2025 – die Piloten beider Maschinen starben.

### 17. Mai
Nach ukrainischen Angaben wurden bei einem russischen Drohnenangriff auf einen Bus, der Zivilisten evakuierte, in Bilopillja in der ukrainischen Oblast Sumy neun Menschen getötet.

### 18. Mai
Nach eigenen Angaben erlebte die Ukraine in der Nacht mit 273 russischen Flugobjekten den größten Drohnenangriff seit Kriegsbeginn. Eine Frau kam dabei ums Leben, drei Menschen, darunter ein vierjähriges Kind, wurden verletzt.

### 21. Mai
Bei einem russischen Luftangriff auf ein Übungsgelände der ukrainischen Armee wurden laut der ukrainischen Nationalgarde in der Grenzregion Sumy sechs Soldaten getötet, mehr als zehn weitere wurden verletzt. Der Angriff erfolgte während einer Übung auf einem Schießplatz, der Kommandeur der Einheit wurde daraufhin suspendiert.
Das ukrainische Militär erklärte, es habe in der russischen Oblast Orjol mit Drohnen eine Halbleiterfabrik angegriffen, die russische Kampfjet- und Raketenhersteller beliefere.
Der ukrainische Präsident Selenskyj widersprach in einer Videobotschaft Putin, der am Vortag bei einem Besuch in der russischen Oblast Kursk von einer vollständigen Rückeroberung dieses Gebiets gesprochen hatte. Ukrainische Militärbeobachter gaben an, dass noch einige wenige Quadratkilometer dort unter der Kontrolle der ukrainischen Truppen stünden. Laut Selenskyj kämpften ukrainische Einheiten auch in der russischen Oblast Belgorod zum Schutz der ostukrainischen Stadt Charkiw.

### 22. Mai
Nach Angaben des russischen Verteidigungsministeriums wurden in den vergangenen 24 Stunden 317 ukrainische Drohnen abgefangen. Zudem sei die Ortschaft Nowa Poltawka in der Oblast Donezk eingenommen worden.
Bei russischen Angriffen in der Oblast Cherson wurde ukrainischen Angaben zufolge eine 85-jährige Frau getötet. Der nächtliche Angriff auf die Ukraine sei mit einer Rakete des Typs Iskander-M sowie 128 Drohnen und Drohnenattrappen erfolgt.
Russland meldete die Zerstörung zweier Patriot-Flugabwehrsysteme mit einer Iskander-Rakete. Dabei seien auch ein Kommandoposten sowie ein Radar in der ukrainischen Oblast Dnipropetrowsk vernichtet worden.

### 23. Mai
Nach russischen Medienberichten trafen ukrainische Drohnen eine militärisch wichtige Batteriefabrik im russischen Jelez 400 Kilometer südlich von Moskau. Ebenso wurde ein ukrainischer Raketenangriff auf die Kleinstadt Lgow in der russischen Oblast Kursk gemeldet. Laut der russischen Nachrichtenagentur TASS wurden dabei 16 Zivilisten verletzt, vier davon schwer.
In der südukrainischen Stadt Odessa wurden bei einem russischen Angriff durch den Einschlag zweier ballistischer Raketen ein Mensch getötet, acht Menschen wurden verletzt, zwei von ihnen schwer. Bei einem russischen Raketenangriff auf die ostukrainische Stadt Tschuhujiw wurden zudem eine Frau getötet und zwei Männer verletzt.

### 24. Mai
In der Nacht zum 24. Mai meldete die Ukraine einen russischen Großangriff auf Kiew; die ukrainische Luftwaffe erklärte, sechs von 14 Raketen und 245 von 250 Drohnen abgefangen zu haben.

### 25. Mai
Bei russischen Angriffen auf die Hauptstadt Kiew in der Nacht zum 25. Mai wurden der ukrainischen Militärverwaltung zufolge mindestens drei Menschen getötet und mindestens zehn verletzt. Am frühen Morgen wurden auch russische Marschflugkörper vom Typ Kalibr von Schiffen im Schwarzen Meer sowie von Bombern der Typen Tupolew Tu-95 und Tu-160 auf die Ukraine abgefeuert. Nach Angaben von Rettungskräften wurden bei einem russischen Angriff in der Nordwestukraine drei Minderjährige im Alter von acht, zwölf und 17 Jahren getötet, zehn weitere Menschen in der Oblast Schytomyr verletzt. In der Oblast Kiew wurden bei nächtlichen russischen Angriffen vier Menschen getötet, ebenfalls vier Tote wurden aus der südwestlichen ukrainischen Oblast Chmelnyzkyj gemeldet.
Laut der russischen Armee wurde das Dorf Romaniwka in der ostukrainischen Oblast Donezk eingenommen; bereits am Vortag wurde die Einnahme zweier weiterer Ortschaften der Region gemeldet.
Mit dem Austausch von je 303 Gefangenen auf beiden Seiten wurde am Morgen der größte Gefangenenaustausch seit Kriegsbeginn, mit 1000 Kriegsgefangenen und zivilen Gefangenen jeweils auf beiden Seiten, zu Ende gebracht.
Nach den Angriffen Russlands äußerte sich Trump ungewöhnlich scharf über Putin; zugleich kritisierte er auch Äußerungen Selenskyjs heftig.

### 27. Mai
Laut dem Gouverneur der ukrainischen Oblast Sumy, Oleh Hryhorow, haben russische Truppen im Nordosten der Ukraine die vier Dörfer Nowenke, Bassiwka, Wesseliwka und Schurawka eingenommen. Diese seien jedoch bereits vor langer Zeit evakuiert worden. Russland sei bestrebt, in der Region eine Pufferzone einzurichten.

### 29. Mai
Nach Erkenntnissen des Multilateral Sanctions Monitoring Team (MSMT) wurden von Nordkorea über 20.000 Container mit Munition nach Russland geliefert, darunter neun Millionen Artilleriegranaten und Munition für Raketenwerfer. Nordkorea habe zudem zur Verbesserung der Zielgenauigkeit ballistischer Raketen beigetragen.
Bei russischen Drohnenangriffen wurde nach ukrainischen Angaben in der Stadt Bilopillja in der Oblast Sumy ein Zivilist getötet.

## Juni 2025

### 1. Juni
Die ukrainische Luftwaffe meldete, in der Nacht zum 1. Juni drei von sieben Raketen und 382 von 472 Drohnen abgefangen zu haben. Es sei der größte russische Drohnenangriff seit Kriegsbeginn vor über drei Jahren gewesen.
Westliche Medien berichteten unter Berufung auf den ukrainischen Inlandsgeheimdienst SBU, dieser habe russische Militärflugplätze in der ostsibirischen Oblast Irkutsk (Flugplatz Belaja), der Oblast Rjasan (Militärflugplatz Djagilewo), der Oblast Iwanowo (Militärflugplatz Iwanowo) und der arktischen Oblast Murmansk (Militärflugplatz Olenja) mit FPV-Drohnen angegriffen und dabei 41 russische Kampfflugzeuge getroffen. Es zirkulierten Videos, die Beschädigung bzw. Zerstörung von Flugzeugen zeigen – darunter strategische Bomber vom Typ Tupolew Tu-95 sowie Tu-22M, mit denen Russland Marschflugkörper auf die Ukraine abfeuerte, sowie Frühwarnflugzeuge vom Typ Berijew A-50. Nach SBU-Angaben wurden mit der Operation „Spinnennetz“ etwa 34 Prozent der russischen Bomber zerstört, die in der Lage sind, Marschflugkörper abzusetzen. Den Schaden bezifferte der SBU auf etwa sieben Milliarden US-Dollar (über 6 Mrd. Euro). Ein fünfter Angriff in der Oblast Amur, die an China grenzt (Militärflugplatz Ukrainka), soll erfolgreich abgewehrt worden sein. Nach ukrainischer Schilderung geschah der Angriff in einer konzertierten Aktion mit insgesamt 117 Drohnen, von denen jede ihren eigenen Piloten gehabt habe. Diese Drohnen seien in Holzkisten nach Russland geschmuggelt und auf Lastwagen verladen worden. Als sich diese nahe der Luftwaffenbasen befanden, wurden die Kisten ferngesteuert geöffnet und die Drohnen gestartet. Mittels Satellitenbildern konnte der Verlust bzw. die Beschädigung später von mindestens vier Tu-22M3 und vier Tu-95 allein auf dem Flugplatz Belaja bestätigt werden; weitere Auswertungen ergaben weitere vier Tu-95 und ein Transportflugzeug An-12 auf dem Militärflugplatz Olenja; insgesamt 13 zerstörte oder schwer beschädigte Flugzeuge an den beiden Standorten. Auf dem Militärflugplatz Djagilewo soll des Weiteren möglicherweise eine A-50 zerstört worden sein, während am Standort Iwanowo vorerst keine Schäden dokumentiert werden konnten.

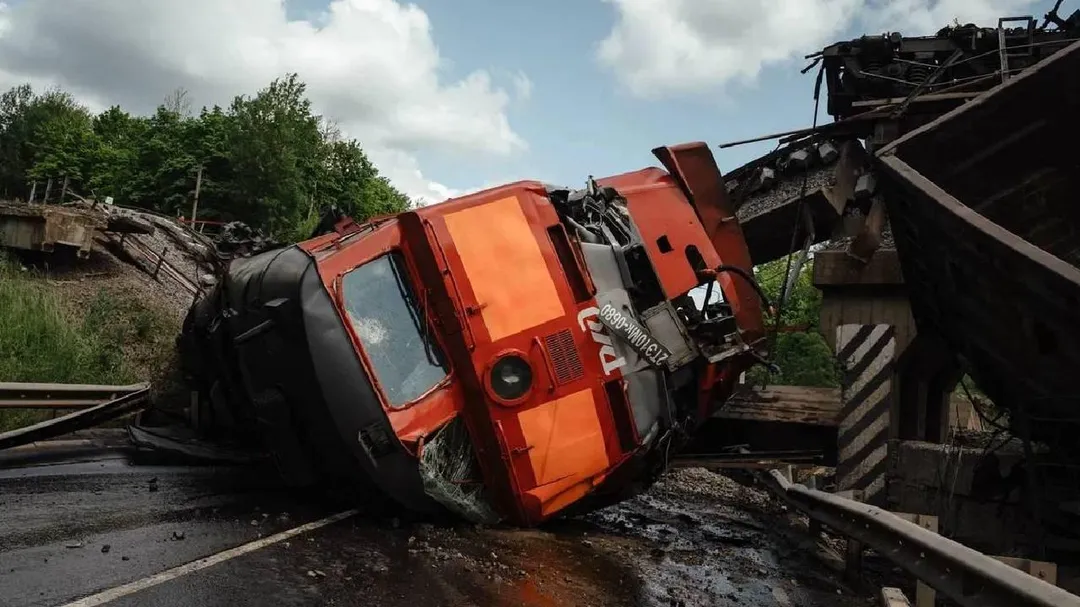
Zerstörte Lokomotive des Güterzugs in der Oblast Kursk (1. Juni 2025)

Nahezu zeitgleich sprengte die ukrainische Seite zwei Brücken an Bahnstrecken in Russland nahe der ukrainischen Grenze. Bei Wygonitschi stieß der Fernreisezug von Klimowo nach Moskau auf die Trümmer der Brücke der föderalen Fernstraße A240, wobei sieben Menschen starben und 69 weitere verletzt wurden. In der Oblast Kursk wurde eine Brücke bei Schelesnogorsk unter einem darüberfahrenden Güterzug gesprengt.
Durch einen russischen Raketenangriff auf ein Trainingsgelände wurden nach ukrainischen Angaben mindestens zwölf ukrainische Soldaten getötet und mehr als 60 verletzt. Daraufhin kündigte der Kommandeur des ukrainischen Heeres, Generalmajor Mychajlo Drapatyj, seinen Rücktritt an.

### 2. Juni
Nach ukrainischen Behördenangaben wurden in der Oblast Saporischschja bei russischen Artillerie- und Luftangriffen fünf Menschen getötet und neun verletzt.

### 3. Juni
Am Vormittag kam es erneut zu einem Angriff auf die Krim-Brücke bei Kertsch; nach ersten Bildern, die im Internet zirkulierten, kam es zu einer Explosion unter Wasser an einem der Brückenpfeiler. Laut dem ukrainischen Inlandsgeheimdienst (SBU) war die Operation mehrere Monate in Vorbereitung. SBU-Agenten hätten die Stützpfeiler vermint und gesprengt, ohne dass es zu zivilen Opfern gekommen sei. Der SBU fügte hinzu, dass die Unterwasserstützen der Brücke schwer beschädigt worden seien, als Sprengstoff mit 1100 Kilogramm TNT-Äquivalent zur Explosion gebracht wurde. Laut lokalen russischen Telegram-Kanälen war die Krim-Brücke bereits vorher für den Verkehr gesperrt. Einige russische Medien berichteten zudem, dass eine ukrainische Flugdrohne in der Nacht im Rahmen eines massiven ukrainischen Drohnenangriffs auf Ziele in der Krim zuvor über der Brücke abgeschossen worden sei und Trümmer auf die Straße gefallen seien. Der russische Präsidentensprecher bestätigte den Angriff auf die Krim-Brücke; es sei jedoch nichts beschädigt worden, die Brücke funktioniere weiter.

### 5. Juni
Bei russischen Drohnenangriffen wurden nach Behördenangaben in der Nordukraine mindestens fünf Menschen getötet, darunter in der Stadt Pryluky zwei Frauen und ein einjähriges Kind, mindestens sechs weitere wurden verletzt.
Nach eigenen Angaben beschoss das ukrainische Militär russische Raketensysteme in der Oblast Brjansk, ein Raketenwerfer sei dabei explodiert.

### 6. Juni
Die massiven russischen Angriffe auf die Ukraine in der Nacht vom 5. auf den 6. Juni waren laut dem russischen Verteidigungsministerium eine „Reaktion auf die Terrorakte aus Kiew“ (siehe 1. Juni). Moskau habe „einen massiven Schlag mit hochpräzisen Waffen größerer Reichweite aus der Luft, zu Wasser und zu Land sowie mit Angriffsdrohnen“ gestartet. Laut dem ukrainischen Präsidenten Selenskyj wurden sechs Menschen getötet – drei davon bei einem Rettungseinsatz – und 49 verletzt.

### 7. Juni
Bei großangelegten russischen Luftangriffen auf die ukrainischen Städte Charkiw und Cherson wurden nach ukrainischen Angaben fünf Menschen getötet.
Russische Behörden meldeten zwei Verletzte durch ukrainische Drohnenangriffe am 6. Juni sowie in der Nacht zum 7. Juni.

### 8. Juni
Bei russischen Angriffen auf die Oblast Dnipropetrowsk wurde nach ukrainischen Angaben mindestens ein Mensch getötet.
Der ukrainische Generalstab widersprach russischen Angaben, wonach russische Einheiten auch in die ukrainische Oblast Dnipropetrowsk vorgestoßen seien.

### 9. Juni
Die ukrainische Luftwaffe meldete, in der Nacht zum 9. Juni insgesamt 19 von 20 Marschflugkörpern und 460 von 479 Drohnen abgefangen zu haben. Es sei der größte russische Angriff seit Kriegsbeginn gewesen.
Nach Angaben des Regionalgouverneurs wurde in der russischen Teilrepublik Tschuwaschien nach einem ukrainischen Drohnenangriff eine bedeutende Fabrik für elektronische Komponenten zwischenzeitlich geschlossen. Wie der ukrainische Generalstab mitteilte, sei ein Großbrand ausgebrochen. Zugleich sei der Militärflugplatz Sawasleika in der russischen Oblast Nischni Nowgorod angegriffen worden, wobei zwei Kampfflugzeuge getroffen worden seien.
Nach Angaben des russischen Verteidigungsministeriums wurde ein massiver Angriff auf einen Flugplatz nahe der Ortschaft Dubno im Westen der Ukraine durchgeführt.

### 10. Juni
Bei einem russischen Angriff wurde nach Angaben des ukrainischen Kulturministeriums die zum Weltkulturerbe der UNESCO zählende Sophienkathedrale in Kiew beschädigt. Eine Druckwelle habe ein Stück Gesims der Außenfassade zerstört, im Inneren gebe es keine Schäden.
Bei nächtlichen Angriffen auf die Ukraine wurden nach Behördenangaben in Kiew und Odessa drei Menschen getötet. In Odessa wurden eine medizinische Notaufnahme und eine Geburtsklinik getroffen. Diese sei aber zuvor rechtzeitig evakuiert worden.
Laut dem ukrainischen Präsidenten Selenskyj hat Russland die Ukraine in der Nacht mit mindestens 315 Drohnen und sieben Raketen angegriffen. Zwei der Raketen seien aus nordkoreanischer Produktion.
Dem ukrainischen Staatspräsidenten Wolodymyr Selenskyi zufolge rekrutiert die Ukraine monatlich etwa 27.000 Menschen für den Kriegsdienst, während Russland laut Selenskyi 40.000 bis 50.000 Personen für den Kriegseinsatz mobilisiere.

### 11. Juni
Bei einem russischen Drohnenangriff auf Charkiw wurden nach Angaben des Bürgermeisters zwei Menschen getötet und 54 verletzt, darunter fünf Kinder.

### 12. Juni
Nach eigenen Angaben griff die Ukraine in der Nacht in der Oblast Moskau eine Fabrik an, die Elektronik für Hochtechnologie-Waffen und übrige Militärausrüstung herstellt. Es sei zu Explosionen gekommen.
In der grenznahen ukrainischen Stadt Charkiw wurden bei Drohnenangriffen laut Militärgouverneur Oleh Synjehubow 15 Menschen verletzt, darunter vier Kinder. Auch in der umgebenden Oblast wurden bei Angriffen mit Drohnen und Gleitbomben elf Wohnblocks, zwei Schulen und Autos beschädigt; es gab 16 Verletzte.

### 17. Juni
Bei einem russischen Luftangriff auf Kiew wurden nach ukrainischen Angaben 28 Menschen getötet und über als 140 verletzt. Aus Odessa wurden ein Toter und mehrere Verletzte gemeldet.

### 19. Juni
Bei einem russischen Angriff wurde in der Oblast Dnipropetrowsk ein Mann getötet.
Laut dem Lagebericht des Institute for the Study of War sind russische Truppen an zwei Stellen nördlich von Torezk vorgedrungen.

### 20. Juni
Bei einem Auftritt am Sankt Petersburger Wirtschaftsforum bekräftigte Präsident Putin den russischen Anspruch auf die ganze Ukraine und drohte mit der Eroberung der Oblasthauptstadt Sumy. Er bestritt erneut die Eigenständigkeit des ukrainischen Volkes; Russen und Ukrainer seien ein einziges Volk.

### 22. Juni
Bei einem russischen Angriff auf die ostukrainische Stadt Slowjansk wurde ein 17-Jähriger getötet. Bei weiteren Angriffen auf die Städte Kramatorsk und Nischyn gab es ein Todesopfer.
Der ukrainische Präsident Selenskyj warf Unternehmen aus sechs Ländern (Tschechien, Deutschland, Südkorea, Taiwan, Japan, USA) vor, Russland mit zur Waffenherstellung geeigneten Werkzeugmaschinen zu beliefern, und forderte Sanktionen gegen diese Unternehmen.
Nach Angaben der Ukraine griff das russische Militär einen Truppenübungsplatz der ukrainischen Streitkräfte an. Dabei habe es drei Tote und elf Verwundete gegeben.
Der ukrainische Militärgeheimdienst berichtete, dass in der Oblast Saporischschja ein Tankzug des russischen Militärs mit Drohnen zerstört worden sei.

### 23. Juni
Nach ukrainischen Angaben wurden bei russischen Angriffen auf die Hauptstadt Kiew und die umliegende Region acht Menschen getötet und in Kiew selbst mindestens 34 Menschen verletzt. Bei den nächtlichen Angriffen auf vier Oblaste wurden laut Präsident Selenskyj auch ballistische Waffen aus Nordkorea eingesetzt.
Bei einem russischen Raketenangriff wurden in der Südukraine mindestens zwei Menschen getötet. Dabei wurde in der Stadt Bilhorod-Dnistrowskyj auch ein Gymnasium von einer ballistischen Rakete getroffen. Wegen der Schulferien waren keine Kinder im Gebäude.
Der Militärexperte Pawlo Naroschnyj bezeichnete den Angriff auf ein Wohnhaus in Kiew als geplant. Die russischen aeroballistischen Raketen seien zielgenaue Präzisionswaffen, deren Zweck es sei, die Bevölkerung zu terrorisieren.

### 29. Juni
Der ukrainische Präsident unterzeichnete ein Dekret zum Austritt aus dem Antipersonenminen-Übereinkommen (Ottawa-Konvention). Das Parlament muss dem noch zustimmen. Die Ukraine war dem Abkommen 2005 beigetreten. Russland hatte es nie unterzeichnet und setzte im Krieg bereits derartige Minen ein.

## Juli 2025

### 2. Juli
Bei einem ukrainischen Angriff wurde der russische Generalmajor Michail Jewgenjewitsch Gudkow in einem Kommandoposten in der Oblast Kursk getötet.

### 3. Juli
US-Präsident Donald Trump telefonierte mit dem russischen Staatspräsidenten Wladimir Putin, erzielte dabei aber nach eigenen Angaben keine Fortschritte hinblicklich einer Beendigung des Krieges.

### 4. Juli
Laut deutschem Bundesnachrichtendienst und zwei niederländischen Nachrichtendiensten (MIVD und AIVD) setzten die russischen Streitkräfte den Lungenkampfstoff Chlorpikrin sowie Tränengas häufig ein. Die Chemiewaffenkonvention, zu der auch Russland sich verpflichtete, ächtet den Einsatz aller Chemikalien, die eine auch nur vorübergehende Handlungsunfähigkeit herbeiführen.
Nachdem US-Verteidigungsminister Pete Hegseth Anfang Juli das Zurückhalten von Waffenlieferungen, darunter Flugabwehrraketen, die noch unter US-Präsident Joe Biden zugesagt worden waren, mit Munitionsmangel in den Beständen begründet hatte, berichteten US-Medien, u. a. unter Berufung auf Personen aus dem Verteidigungsministerium, dass dies nicht zutreffe.
Unmittelbar nach einem Telefonat zwischen US-Präsident Donald Trump und Russlands Präsident Wladimir Putin erfolgten massive Luftangriffe mit der bislang größten kombinierten Angriffswelle aus Raketen und Drohnen seit Kriegsbeginn: 539 Drohnen, überwiegend vom Typ Shahed, sowie elf Raketen wurden abgefeuert. 478 Flugkörpern seien abgefangen worden; neun Raketen und 63 Drohnen seien eingeschlagen. Die Angriffe, die vor allem Kiew zum Ziel hatten, erfolgten laut Bürgermeister Vitali Klitschko über acht Stunden hinweg. Laut Ukraines Staatspräsident waren auch die Oblaste Dnipropetrowsk, Sumy, Charkiw, Kiew und Tschernihiw betroffen. Zuvor machte Putin Trump klar, dass Russland kompromisslos an seinen Kriegszielen festhalte. Beobachter meinten, dass Russland der Ansicht sei, sich militärisch weitere Eskalation ohne Konsequenzen leisten zu können.

### 7. Juli
US-Präsident Trump kündigte an, der Ukraine weiter Waffen zur Verteidigung (gegen russische Luftangriffe) bereitzustellen: „Wir werden der Ukraine mehr Waffen schicken. Wir müssen. Sie müssen sich verteidigen können. Sie werden gerade sehr hart angegriffen.“
Nach Angaben des österreichischen Berufsoffiziers Markus Reisner haben die russischen Streitkräfte im Mai und Juni 2025 im Donbas insgesamt über 1000 km² Geländegewinne erzielt.

### 8. Juli
Der Einschlag einer russischen Kampfdrohne in die Schutzhülle über dem 1986 zerstörten Block 4 des Kernkraftwerkes Tschernobyl am 14. Februar 2025 hat diese schwerer beschädigt als zunächst angenommen. Bei der 2019 für über 2 Mrd. Euro fertiggestellten Schutzhülle wurde von der Drohne sowohl die äußere als auch die innere Wand der Schutzhülle durchschlagen als auch eine Kunststoffmembran in Brand gesetzt, die sich an der äußeren Hülle zwischen Schichten anderen Materials befand. Um den Schwelbrand zu löschen, mussten Löcher in die äußere Hülle geschnitten werden. Eine vollständige Reparatur wäre zwar wahrscheinlich möglich, sagte der Betriebsleiter Artem Siryj, doch die finanziellen Mittel dafür dürften kaum aufzubringen sein. Zwischen beiden Hüllen herrschte ursprünglich ein Überdruck, der verhinderte, dass hochradioaktive Partikel die Außenwand der Schutzhülle erreichen konnten. Spezialisten halten es jedoch für möglich, wenigstens die innere Schutzhülle wieder abzudichten. Möglicherweise kann damit noch 2025 begonnen werden. Der Einschlag einer Kampfdrohne war bei der Konstruktion nicht berücksichtigt worden, da damit niemand gerechnet hatte. Die Investition in Milliardenhöhe für die Schutzhülle wurde dadurch teilweise zunichtegemacht. Der innere Sarkophag von 1986 ist inzwischen zunehmend baufällig. Ein teilweiser Einsturz könnte unkontrolliert eine hochradioaktive Staubwolke freisetzen.

### 9. Juli
In der Nacht zum 9. Juli wurden erneut die schwersten russischen Luftangriffe seit Kriegsbeginn gemeldet: Das ukrainische Militär zählte 728 Shahed- sowie Täuschungsdrohnen und 13 Raketen. Davon seien über 700 der Objekte abgewehrt worden, darunter mindestens sieben Raketen. ZDF-Korrespondent Dara Hassanzadeh zufolge deuteten Probleme bei der Abwehr von Kinschal-Raketen auf einen Mangel an Patriot-Raketen hin; als Ursache sah er den Lieferstopp der USA.

### 10. Juli
Die Ukraine zerstörte am Abend eine russische Gaspipeline bei Langepas im Autonomen Kreis der Chanten und Mansen in Sibirien, rund 3000 Kilometer von der Staatsgrenze entfernt.
In Malaysia trafen sich die Außenminister der USA (Marco Rubio) und Russlands (Sergei Lawrow) am Rande des ASEAN-Gipfels. In den Tagen zuvor hatte sich US-Präsident Donald Trump nach fortdauernden russischen Luftangriffen verstimmt über die russische Staatsführung geäußert: „Putin erzählt uns eine Menge Bullshit, offen gestanden. Er ist immer sehr nett zu uns, aber das erweist sich als bedeutungslos.“ Trump fuhr fort, Putin töte zu viele Menschen.
Durch russische Luftangriffe auf Kiew starben mindestens zwei Menschen, dreizehn wurden verletzt. Mehrere Wohngebäude wurden durch die Angriffe in Brand gesetzt.
Laut dem Büro des UNO-Hochkommissars für Menschenrechte (OHCHR) war der Juni 2025 mit mindestens 1575 zivilen ukrainischen Opfern (232 Tote, 1343 Verletzte) der Monat mit den höchsten Zahlen seit Juni 2022. Seit Beginn des Überfalls seien 13.580 Zivilisten getötet und 34.115 verletzt worden.
Dem Militärökonomen Marcus Keupp zufolge ist die Kriegswirtschaft noch das Einzige, was Russlands Ökonomie stärke und stabilisiere; die zivile Wirtschaft sei in einer Rezession. Finanziell könne Russland den Krieg weiterführen, auch wenn dies mit einem Verlust der staatlichen Goldreserven und weiterem Wohlstandsverlust der Bevölkerung einhergehe. Wegen materieller und personeller Erschöpfung sei 2025 für Russland das letzte Jahr, um „den Krieg überhaupt noch irgendwie voranzubringen.“ Die auf Krieg umgestellte Wirtschaft könne nicht einfach zurückgestellt werden, da ein normaler Außenhandel wegen der Sanktionen unmöglich geworden sei.
Nach Angaben des Chefs der ukrainischen Militärverwaltung in der Oblast Donezk lebten im ersten Halbjahr 2025 noch etwa 270.000 Menschen in den ukrainisch kontrollierten Gebieten dort, gegenüber 1,9 Millionen in der Vorkriegszeit.

### 11. Juli
Der deutsche Generalmajor Christian Freuding gab eine Finanzierung von Langstreckenwaffen bekannt; sie würden von der ukrainischen Industrie in einer „hohen dreistelligen Stückzahl“ produziert und ab Ende Juli ausgeliefert werden.

### 14. Juli
US-Präsident Trump kündigte für den Fall, dass nicht in 50 Tagen Waffenruhe herrsche, Zölle von 100 % gegen Russlands Handelspartner an. Er sei „enttäuscht“ von Präsident Putin und konkretisierte seine angekündigten Waffenlieferungen an die Ukraine: So sollen Patriot-Flugabwehrraketen von anderen NATO-Staaten finanziert werden. Bundeskanzler Merz kündigte an, dass Deutschland sich dabei „entschieden einbringen“ werde, damit sich die Ukraine „gegen Russlands Bombenterror“ weiterhin verteidigen könne und so der Druck wachse, „endlich über Frieden zu verhandeln“.

### 18. Juli
Vertreter der EU-Mitgliedstaaten verständigten sich in Brüssel nach wochenlanger Blockade durch die Regierung der Slowakei auf das 18. EU-Sanktionspaket gegen Russland. Es soll dessen Einkünfte aus dem Öl-Export in Drittstaaten reduzieren und den Finanzsektor schwächen. Ebenfalls vereinbart wurde, dass Nord Stream 1 und 2 nicht wieder betrieben werden.

### 19. Juli
Ukraines Präsident Selenskyj verkündete, der russischen Staatsführung Gespräche für eine Waffenruhe vorgeschlagen zu haben.
Die australische Regierung gab bekannt, der Ukraine den größten Teil der zugesagten 49 Abrams-Kampfpanzer geliefert zu haben.
Bei russischen Luftangriffen auf Odessa und auf die Zentralukraine sind nach ukrainischen Angaben mindestens drei Menschen getötet worden.

### 20. Juli
Wegen substantieller ukrainischer Drohnenangriffe mussten die Flughäfen von Moskau zeitweise geschlossen werden.

### 22. Juli
Am Abend des 22. Juli 2025 verloren die ukrainischen Luftstreitkräfte in der Oblast Wolyn aufgrund technischer Probleme eine Dassault Mirage 2000-5F. Der Pilot rettete sich mit dem Schleudersitz.

### 23. Juli
In Istanbul trafen sich Vertreter von Russland und der Ukraine zu Verhandlungen. Zu einer Waffenstillstandsvereinbarung kam es nicht. Stattdessen einigten sich beide Kriegsparteien auf einen weiteren Austausch von Kriegsgefangenen. Es war das dritte derartige Treffen in Istanbul im laufenden Jahr nach den Treffen vom März und Mai 2025.

### 26. Juli
Durch nächtliche russische Luftangriffe wurden ukrainischen Angaben zufolge drei Menschen in der Oblast Dnipropetrowsk getötet sowie fünf Menschen in der Stadt Charkiw und drei in der Oblast Sumy verletzt. Die Angriffe lösten den Angaben zufolge außerdem Brände in den Oblasten Dnipropetrowsk und Saporischschja aus. Die ukrainische Luftwaffe gab an, Russland habe dabei 208 Drohnen und Drohnenattrappen, 12 ballistische Raketen des Typs „Iskander-M“ sowie 15 Marschflugkörper verschiedener Typen eingesetzt. Davon seien 183 Drohnen und 17 Raketen und Marschflugkörper abgefangen worden. Russische Behörden meldeten, es habe ukrainische Drohnenangriffe in der Oblast Rostow gegeben, dabei seien zwei Personen getötet worden.

### 28. Juli
Hatte US-Präsident Donald Trump Russland am 14. Juli eine 50-tägige Frist zur Implementierung einer Waffenruhe gestellt, reduzierte er sie auf 24 bis 26 Tage bzw. beginnend ab 28. Juli „zehn bis zwölf Tage“. Trump zeigte sich wegen der nicht endenden russischen Luftangriffe erneut tief enttäuscht vom russischen Staatspräsidenten Wladimir Putin.

### 29. Juli
Bei einem russischen Luftangriff auf ein Gefängnis in der Oblast Saporischschja wurden nach ukrainischen Angaben 17 Menschen getötet und mehr als 80 Menschen verletzt. Bei weiteren russischen Luftangriffen starben fernab der Front nach ukrainischen Angaben fünf weitere Menschen.

### 31. Juli
Ukrainische Behörden meldeten nach am Vorabend und in der Nacht erfolgten russischen Luftangriffen auf Kiew mindestens 26 Todesopfer und mindestens 145 Verletzte. US-Präsident Donald Trump verurteilte die Angriffe und kündigte an, Sanktionen gegen Russland zu verhängen.

## August 2025

### 1. August
US-Präsident Trump gab an, zwei nuklearwaffenfähige U-Boote näher an Russland beordert zu haben, nachdem der ehemalige russische Präsident Dmitri Medwedew in den Tagen zuvor aggressive Äußerungen ausgesprochen hatte.

### 3. August
Bei russischem Beschuss wurden laut ukrainischen Behörden in den Oblasten Cherson und Donezk mindestens sieben Menschen getötet.
Durch einen ukrainischen Drohnenangriff auf die russische Stadt Sotschi am Schwarzen Meer geriet laut Behörden ein Öldepot in Flughafennähe in Brand.

### 5. August
Bei massiven Attacken auf die ukrainischen Oblaste Charkiw und Sumy wurden mindestens drei Menschen getötet. In der Stadt Losowa in der ostukrainischen Oblast Charkiw war insbesondere die Bahninfrastruktur Ziel der russischen Angriffe. In Russland geriet nach Medienberichten das Bahndrehkreuz in Tazinskaja nach einem ukrainischen Drohnenangriff in Brand. Der Ort gilt als wichtiger Knotenpunkt für Transporte von Öl und Getreide.
Der ukrainische Inlandsgeheimdienst SBU meldete, er habe mit Drohnen auf dem Militärflugplatz Saky auf der Krim einen russischen Kampfjet Suchoi Su-30 vollständig zerstört sowie einen weiteren und drei Jagdbomber Suchoi Su-24 beschädigt.

### 6. August
Der Chefunterhändler der US-Regierung für außenpolitische Konflikte, Steve Witkoff, traf sich in Moskau zu mehrstündigen Verhandlungen mit der russischen Staatsführung. US-Präsident Trump ordnete danach u. a. eine Verdopplung bestehender Zölle auf 50 % auf Importe aus Indien (Ausnahmen: Elektronik und Pharmazeutika) an. Grund sei der Kauf russischen Öls durch Indien. Des Weiteren verbot er die Einfuhr bestimmter Produkte russischen Ursprungs, darunter Rohöl, Petroleum sowie Erdölbrennstoffe, Öle und Produkte aus deren Destillation. Laut Dekret gilt der Zoll ab dem 21. Tag, nachdem das Dekret unterzeichnet wurde (27. August).
Bei einem russischen Angriff auf ein Ferienlager im Süden der Ukraine wurden nach Behördenangaben mindestens zwei Menschen getötet sowie zwölf verletzt.

### 8. August
Nach Angaben der ukrainischen Seite, die mit einem Video untermauert wurden, zerstörte eine ukrainische Kamikazedrohne eine strategisch wichtige Brücke in der russischen Oblast Belgorod, die eine zentrale Rolle beim Transport von russischer Ausrüstung und Truppen spielen soll. Diese Brücke war von russischen Pionieren mit Panzerminen präpariert worden, um sie im Fall einer ukrainischen Offensive sprengen zu können. Von ukrainischen Spähern seien diese Minen entdeckt worden und eine FPV-Drohne habe daraufhin gezielt eine der Sprengfallen angesteuert und eine Kettenreaktion ausgelöst.

### 9. August
Regierungsvertreter des Vereinigten Königreichs (David Lammy), der USA (JD Vance), der Ukraine, von Frankreich, Deutschland, Italien, Finnland und Polen sondierten vor einem auf den 15. August in Alaska anberaumten Treffen der Staatspräsidenten der USA und Russlands und möglicherweise der Ukraine einen gemeinsamen Standpunkt bzw. Vorschlag für die Einleitung von Friedensverhandlungen zwischen der Ukraine und Russland. Die europäischen Regierungen sowie die EU-Kommission veröffentlichten diesbezüglich ein gemeinsames Statement.

### 11. August
Bei der Pokrowsk-Offensive gelang russischen Soldaten auf Motorrädern nordöstlich von Pokrowsk ein ca. 20 km weiter Durchbruch. Es blieb jedoch unklar, ob sie sich dort festsetzen konnten.

### 12. August
Der ukrainische Geheimdienst SBU griff nach eigenen Angaben eine Lagerstätte der russischen Armee in der Republik Tatarstan, 1300 Kilometer von der Ukraine entfernt, mit Drohnen an und meldete, die Anlage sei getroffen worden. Es habe sich um ein Lager für Langstreckendrohnen vom Typ Shahed gehandelt.

### 13. August
Laut dem Büro des Menschenrechtskommissars der Vereinten Nationen erreichte die Zahl der zivilen Opfer in der Ukraine im Juli 2025 einen neuen Dreijahreshöchststand; mit 286 Getöteten und 1388 Verletzten war die Zahl die höchste seit Mai 2022.
Zwei Tage vor einem anberaumten Treffen der Staatspräsidenten von USA und Russland einigten sich die Staats- und/oder Regierungschefs der Ukraine (Wolodymyr Selenskyj), Frankreichs (Emmanuel Macron), Polens (Karol Nawrocki), Deutschlands (Friedrich Merz), Italiens, des Vereinigten Königreichs (Keir Starmer), Finnlands sowie EU-Kommissionspräsidentin Ursula von der Leyen, EU-Ratspräsident António Costa und NATO-Generalsekretär Mark Rutte in einer Videokonferenz auf eine gemeinsame Haltung zu Verhandlungen mit Russland und erklärten diese dem US-Präsidenten Donald Trump. Laut dem deutschen Bundeskanzler Friedrich Merz sind die gemeinsamen Standpunkte folgende: 1) Bei Folgetreffen zwischen USA und Russland bezüglich des Russisch-Ukrainischen Kriegs muss auch die Ukraine teilnehmen 2) Ein Waffenstillstand ist eine Bedingung für weitere Verhandlungen 3) Ausgangspunkt über territoriale Fragen der Ukraine ist die Kontaktlinie bzw. Frontlinie. Eine rechtliche Anerkennung von russisch besetzten ukrainischen Gebieten als Staatsgebiet Russlands kommt nicht infrage 4) Die Ukraine erhält zuverlässige und „robuste“ Sicherheitsgarantien, die eine Zusage langfristiger westlicher Militärhilfe mit einschließt 5) Sollte der russische Staatspräsident Putin dem nicht zustimmen, solle es weitere Sanktionen gegen Russland geben. Laut Bundeskanzler Merz, der die Konferenz anberaumt hatte und zugleich den ukrainischen Staatspräsidenten Selenskyj in Berlin empfing, hat US-Präsident Trump in der digitalen Konferenz die Positionen „weitgehend“ geteilt. Trump habe aber wissen lassen, dass er sich „Spielräume“ offen halten wolle.
Nach Angaben der ukrainischen Strafverfolgungsbehörden haben sich in der Zeit von November 2024 bis Anfang August 2025 insgesamt 29.000 zuvor desertierte ukrainische Soldaten zum Militärdienst zurückgemeldet. Bis Ende August 2025 stand ukrainischen Soldaten, die fahnenflüchtig sind, noch eine erleichterte Wiedereingliederung in das ukrainische Militär offen.
In der südukrainischen Oblast Cherson starben drei Menschen durch russischen Artilleriebeschuss bzw. Kampfdrohnen.

### 14. August
Die Ukraine hat nach Angaben des Staatspräsidenten Selenskyj 1,5 Milliarden US-Dollar von verbündeten Staaten für den Kauf von US-amerikanischen Waffen erhalten. Jeweils 500 Millionen US-Dollar stammten von den Niederlanden und Deutschland. Dänemark, Norwegen und Schweden steuerten die restlichen 500 Millionen US-Dollar bei.

### 15. August
Nach eigenen Angaben griff die Ukraine den Hafen von Olja in der russischen Oblast Astrachan an und traf ein Schiff mit Drohnenteilen und Munition aus dem Iran. Der Hafen ist an das Kaspische Meer angeschlossen. Ebenso wurde die Ölraffinerie Sysran in der russischen Oblast Samara attackiert. Russische und ukrainische Telegramkanäle berichteten über einen großen Brand in der Fabrik. In einer Rüstungsfabrik in der russischen Oblast Rjasan wurden nach russischen Angaben bei einer Explosion und einem Brand mindestens fünf Menschen getötet und mehr als 100 verletzt.
Nach russischen und ukrainischen Quellen stürzte eine Suchoi Su-30 nahe der Schlangeninsel, aus unbekannten Gründen, ins Schwarze Meer. Ob die beiden Piloten überlebt haben, war unklar.
Ukrainische Medien berichteten von der Rückeroberung von sechs Dörfern in der Oblast Donezk.

### 16. August
Die Anzahl der Opfer nach einer schweren Explosion und dem anschließenden Großbrand in einer Rüstungsfabrik in der russischen Oblast Rjasan ist auf mindestens elf Tote und 130 Verletzte gestiegen. In der Ukraine wurden weitere russische Angriffe mit 85 Kampfdrohnen und einer ballistischen Rakete gemeldet. Russland meldete ebenfalls Angriffe durch ukrainische Drohnen.

Putin und Trump beim Treffen in Anchorage

Das Gipfeltreffen zwischen dem US-Präsidenten Trump und dem russischen Präsidenten Putin auf der Elmendorf Air Force Base in Alaska ging ohne konkrete Ergebnisse im Bezug auf die Ukraine zu Ende. Es wurden weder ein Waffenstillstand noch weitere Konsequenzen angekündigt. Der Vorsitzende der Partei Einiges Russland und seit 2020 stellvertretende Leiter des Sicherheitsrates der Russischen Föderation, Dmitri Medwedew, sah das Treffen als Beleg dafür, dass Verhandlungen über ein Kriegsende ohne Vorbedingungen und laufende Kampfhandlungen zeitgleich stattfinden können. Die meisten Pressekommentatoren bewerteten das Treffen als Erfolg für Putin, da er – als mutmaßlicher Kriegsverbrecher – mit protokollarischen Ehren empfangen und ihm vom US-Präsidenten applaudiert worden sei. Zugleich sei es ihm gelungen, die angedrohten US-Sanktionen abermals abzuwenden. Für die Ukraine habe sich nichts Zählbares ergeben. Auch die oppositionellen US-Demokraten sowie zahlreiche Politiker der EU-Länder (mit Ausnahme des ungarischen Ministerpräsidenten Orbán) äußerten sich ähnlich. US-Präsident Trump ließ nach dem Treffen wissen, er strebe direkt ein Friedensabkommen an, statt zuvor eine Vereinbarung über eine Waffenruhe zu schließen.

### 17. August
Russland fing nach eigenen Angaben 300 ukrainische Drohnen ab. Die russische Nachrichtenagentur Interfax meldete unter Berufung auf das russische Verteidigungsministerium, dass ein Lager für ukrainische Sapsan-Raketen getroffen worden sei. Der ukrainische Militärgeheimdienst HUR meldete die Zerstörung eines russischen Munitionsdepots im besetzten Melitopol. Es erfolgten weitere russische Angriffe mit Drohnen und einer Iskander-Rakete.

### 18. August
US-Präsident Donald Trump empfing die Staats- oder Regierungschefs der Ukraine (Wolodymyr Selenskyj), des Vereinigten Königreichs (Keir Starmer), Frankreichs (Emmanuel Macron), Deutschlands (Friedrich Merz), Italiens (Giorgia Meloni) und Finnlands (Alexander Stubb) sowie EU-Kommissionspräsidentin Ursula von der Leyen und NATO-Generalsekretär Mark Rutte zu Sondierungsgesprächen im Weißen Haus. Im Verlauf der Konferenz wurde der russische Staatspräsident Wladimir Putin von US-Präsident Trump über den Stand der Dinge und laut Stubb über bei der Konferenz angeblich getroffene Entscheidungen informiert. Dem ukrainischen Staatspräsidenten Selenskyj zufolge schlug Putin ein Treffen zwischen den beiden sowie ein trilaterales Treffen mit Trump vor. Trump rief außerdem den ungarischen Regierungschef Viktor Orbán an, um zu erörtern, warum die ungarische Regierung eine Integration der Ukraine in die Europäischen Union (EU) blockiert. Trump war schließlich von den anwesenden Staats- und Regierungschef gebeten worden, seinen Einfluss auf Orbán geltend zu machen, damit dieser seinen Widerstand gegen einen Beitritt der Ukraine zur EU aufgibt.
Bei nächtlichen russischen Luftangriffen auf die Städte Charkiw und Saporischschja wurden laut ukrainischen Angaben zehn Menschen getötet und 40 verletzt.
Das ukrainische Militär griff eigenen Angaben zufolge eine Erdöl-Pumpstation in der russischen Oblast Tambow mit Drohnen an. Dies habe zur Unterbrechung der Versorgung über die Druschba-Pipeline geführt.
Nach russischen wie ukrainischen Angaben wurde der Vizekommandeur des sogenannten Leningrader Wehrbezirks, Generalleutnant Esedulla Abatschew, der aus der russischen Republik Dagestan stammt, schwer verwundet. Der ukrainische Geheimdienst HUR reklamierte dies als Erfolg, der durch einen Schlag gegen eine Militärkolonne in der westrussischen Region Kursk erzielt worden sei.

### 19. August
Der Europäische Rat tagte in einer Videokonferenz bezüglich des Krieges. Auch die Koalition der Willigen – ein Zusammenschluss von Staaten (mit Ausnahme von Ungarn, Albanien, Montenegro, Nordmazedonien und der Slowakei alle NATO-Mitgliedstaaten sowie Australien, Japan und Neuseeland), die unter Umständen bereit sind, die Einhaltung einer möglichen Waffenruhe zu überwachen und der Ukraine Sicherheitsgarantien zu geben – tagte im Rahmen einer Videokonferenz.
Nach ukrainischen Angaben attackierte das russische Militär die Oblaste Tschernihiw, Saporischschja, Cherson, Charkiw, Dnipropetrowsk und Poltawa in der Nacht mit 270 Drohnen und zehn Raketen, von denen 230 Drohnen und sechs Raketen abgefangen wurden. An 16 Orten wurden Einschläge registriert, wodurch in der Stadt Saporischschja fünf Menschen ums Leben kamen und 33 weitere verletzt wurden. Des Weiteren wurden dadurch Stromausfälle in etwa 1500 Haushalten registriert. Aus Russland wurde gemeldet, es seien 23 ukrainische Drohnen abgeschossen worden. In der Oblast Wolgograd habe ein ukrainischer Drohnenangriff Brände in einer Ölraffinerie und auf dem Dach eines Krankenhauses ausgelöst.
Russland übergab der Ukraine Leichen von 1000 ukrainischen Soldaten und erhielt im Gegenzug 19 Leichen gefallener Russen.
Nach Angaben der Weltgesundheitsorganisation wurden 2025 in der Ukraine bisher 325 Angriffe auf Krankenhäuser und Ambulanzen registriert, wodurch 114 Menschen verletzt und zehn Menschen getötet wurden.